# Sudán del Sur
Sudán del Sur, oficialmente República de Sudán del Sur (en inglés: Republic of South Sudan) es un país soberano sin litoral ubicado en África Oriental, con capital en la ciudad de Yuba, pero en 2011 Ramciel ha sido seleccionada como el lugar donde se construirá la nueva capital para descentralizar y mejorar la administración del país. Sudán del Sur limita con Sudán al norte, Etiopía al este, Kenia, Uganda y la República Democrática del Congo al sur y con la República Centroafricana al oeste. Es hasta la fecha el país con menos IDH del mundo.
El territorio que actualmente conforma Sudán del Sur fue parte del Sudán Anglo-Egipcio y después, de la República de Sudán desde su independencia en 1956. Sudán del Sur, habitada por múltiples etnias nilóticas principalmente cristianas y animistas, quedó bajo el dominio del sector norsudanés, de predominancia árabe y musulmana. En septiembre de 1983, el entonces presidente de Sudán, Yaafar Mohammed Numeiri, creó un estado federal que incluía tres estados federados en Sudán del Sur, pero más tarde los disolvió, lo que desdencadenó el inicio de la segunda guerra civil entre las tropas sudanesas y el secesionista Ejército de Liberación del Pueblo de Sudán. El gobierno sudanés permitió la autonomía de la región tras un acuerdo de paz firmado el 9 de enero de 2005 en la ciudad keniana de Naivasha.
En virtud de este acuerdo, Sudán del Sur se convirtió en una región autónoma de Sudán con su propio gobierno y una Constitución interina, aprobada el 5 de diciembre de 2005, que definió la celebración de un referendo de independencia entre el 9 y el 15 de enero de 2011. El 7 de febrero de 2011 se hicieron públicos los resultados oficiales, que arrojaron un apoyo del 98,83 % a los partidarios de la independencia, la cual fue proclamada el 9 de julio de 2011. Sudán del Sur se convirtió así en el estado soberano más joven del mundo, condición que aún ostenta en la actualidad. Tras su independencia, el país se vio sumido en una guerra civil que duró más de 6 años, hasta su finalización en el año 2020.
En marzo de 2015, Sudán del Sur ingresó como el miembro 134 del G-77. Sudán del Sur ha sufrido violencia étnica y ha estado en una guerra civil desde 2013 hasta 2020; y a partir de 2017, tenía la puntuación más alta en el Índice de Estados Frágiles (antes, el Índice de Estados Fallidos), superando a Somalia, y siendo uno de los países más pobres del mundo y con menor PIB per cápita a pesar de sus reservas de petróleo, su suelo fértil y sus yacimientos de oro, plata, diamantes, zinc, hierro o cobre, entre otros.

## Etimología
El nombre «Sudán» se deriva del árabe bilād as-sūdān (بلاد السودان) que significa "país de los negros". De esta forma fue denominada por los árabes de Egipto con relación al tono de piel de sus habitantes. Para diferenciarse de la República de Sudán, tras su independencia, la región tomó el nombre de Sudán del Sur. Otros nombres planteados para el país fueron República del Nilo y Cush.

## Historia

El Nilo fluye por Sudán del Sur en dirección norte, pasando por su capital, Yuba (Juba)

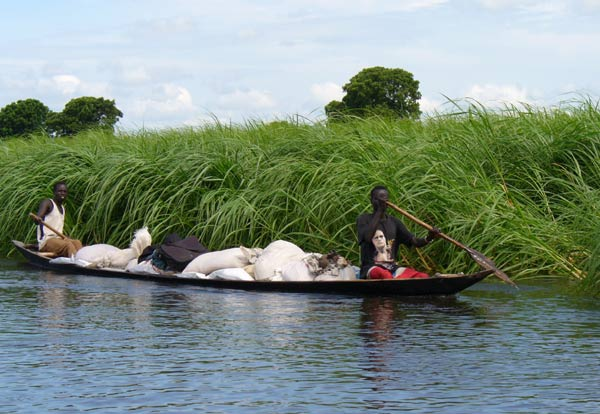
Transporte en el río Nilo, en su parte llamada Nilo Blanco, en Sudán del Sur

Hay poca documentación de la historia del actual territorio de Sudán del Sur hasta el comienzo del dominio egipcio en el norte en la década de 1820 y la posterior ampliación de capturas de esclavos en el sur. La información antes de esa época se basa en gran medida en la historia oral. Según estas tradiciones, pueblos nilóticos como los dinka, nuer, shilluk y otros, entraron por primera vez a Sudán del Sur en algún momento antes del siglo X. Durante el período comprendido entre el siglo XV hasta el siglo XIX, las migraciones tribales, en gran parte de la zona de Bar el Gazal (Río de la Gacela), reunieron a estos pueblos en su ubicación actual. El pueblo azande (no nilótico) entró en Sudán del Sur durante el siglo XVI, habitando en el estado más grande de la región. En el siglo XVIII, el pueblo avungara entró y rápidamente impuso su autoridad sobre los azande.
Durante siglos, las barreras geográficas impidieron el avance del Islam hacia el sur del Sudán, manteniendo el dominio avungara y el patrimonio social y cultural de las diversas etnias que habitaron el actual Sudán del Sur. Intentos de colonización por parte de franceses y belgas fueron repelidos por guerrillas avungara y azandes. Recién a fines del siglo XIX, la llegada de británicos y egipcios rompería esta independencia de las tribus sursudanesas.
Egipto, en ese entonces un estado vasallo del Imperio otomano (que progresivamente iba basculando hacia la órbita británica), dominaba el territorio del actual Sudán desde 1821 y realizó su primer intento expansionista al sur cuando en la década de 1870, el jedive Ismail Pasha crea la provincia de Ecuatoria. El primer gobernador nombrado por parte de Egipto (ya controlado por los británicos, aunque formalmente independiente) fue el británico Samuel Baker en 1869, seguido por Charles George Gordon en 1874 y de Emin Pasha en 1878. La rebelión de los años 1880 en Egipto contra la fuerte influencia europea, desestabilizó la provincia naciente y Ecuatoria dejó de existir como un puesto de avanzada de Egipto en 1889. De esa época, algunos asentamientos permanecieron, como Lado, Gondokoro, Dufile y Wadelai.

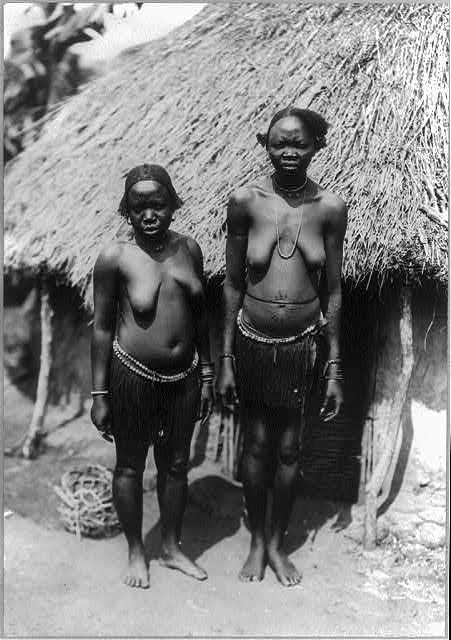
Mujeres de una tribu nilótica en el Sudán anglo-egipcio.

La rebelión mahdista de Muhammad Ahmad extendió su influencia desde Sudán al sur, pero tras la muerte de dicho líder, no pudieron mantenerse cohesionadas y fueron derrotadas por las fuerzas anglo-egipcias, quienes finalmente establecieron su dominio formando el condominio del Sudán anglo-egipcio en 1899, incorporando la antigua Ecuatoria. En 1894, en tanto, colonizadores belgas habían formado el Territorio de Lado, un exclave del Estado Libre del Congo. A la muerte del rey Leopoldo II de Bélgica, el territorio pasó a manos británicas que lo incorporaron al Sudán, pero dos años después cedieron su parte meridional a Uganda.
Pese a formar una única entidad, el Sudán Anglo-Egipcio fue administrado como dos territorios diferentes: mientras el sector norte era predominantemente musulmán y hablante del árabe, en el sur animista se fomentaba el uso del inglés. Tras la independencia egipcia, los reyes de Egipto exigieron la incorporación del Sudán en su totalidad bajo su dominio, lo cual fue rechazado por el Reino Unido. La incapacidad de los egipcios de recuperar el Sudán despertó tanto los sentimientos revolucionarios en Egipto como los independentistas en Sudán. Ante la inminencia de cambios, el Reino Unido decidió modificar el estatus del Sudán, para lo cual convocó una Conferencia en Yuba en 1948. Aunque la idea original de los europeos era incorporar el sur del Sudán a su protectorado en Uganda, finalmente se decidió acabar con el régimen diferenciado y tener una colonia unificada, pese a las protestas de los sectores del sur. En 1953, finalmente, británicos y egipcios aceptaron dar la independencia al territorio conjunto y formar en 1956 una República del Sudán con capital en Jartum y de carácter unitario.

### Primera guerra civil sudanesa
Las tensiones entre ambos sectores etno-territoriales bajo un único gobierno no tardaron en aflorar y en 1955, soldados del sur protagonizaron motines en algunas ciudades del sur del país que derivarían en el inicio de la primera guerra civil sudanesa. Dichos motines fueron reprimidos por militares provenientes del norte, sin embargo, los supervivientes se instalaron en las zonas rurales donde comenzaron una insurgencia que poco a poco se transformó en un movimiento secesionista. Con dicho objetivo, fue fundada la guerrilla Anyanya, que extendió su control de la provincia de Ecuatoria a las de Alto Nilo y Bahr al Ghazal y luchó contra el ejército oficial sudanés. 
Las discrepancias políticas en Jartum y los diferentes cambios de gobierno, hizo que el ejército sudanés se debilitara ante un Frente sur unificado con la creación del Movimiento de Liberación de Sudán del Sur, quien combatió hasta 1972, cuando el conflicto terminó con la firma de un protocolo de paz en Adís Abeba que permitiría la creación de un gobierno autónomo en Sudán del Sur. El conflicto supuso el asesinato de entre medio millón y un millón de personas, así como ciento de miles de desplazados.
El fin de la guerra trajo consigo el establecimiento de una autonomía regional en Sudán del Sur, se establecieron instituciones políticas y se reconoció la soberanía de la región, así como el control del gobierno regional pasó a mano de los locales. A pesar de la relativa calma y tranquilidad que supuso el fin del conflicto, el gobierno sudanés infringió el acuerdo en repetidas ocasiones, lo que derivó en el descontento de la población sursudanesa, lo que avivó la reanudación del conflicto.

### Segunda guerra civil sudanesa

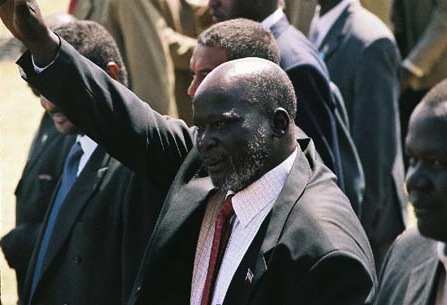
John Garang, líder del ELPS durante la guerra civil y primer presidente de Sudán del Sur y jefe del gobierno autónomo. Fallecido en un accidente en 2005.

El acuerdo de Adis Adeba significó una década de paz, hasta que el presidente sudanés Yaafar al-Numeiry intentó tomar el control de los yacimientos petrolíferos que se encontraban en el territorio autónomo de Sudán del Sur. Este hecho, unido al anuncio del establecimiento de un estado islámico y la aplicación de la sharia en todo el país, incluido en el sur, así como la disolución de la autonomía de la región, provocaría el estallido de la segunda guerra civil sudanesa en 1983.
En el mes de mayo de 1983, un batallón del ejército sudanés se amotinó en las ciudades de Bor y Pibor, lo que provocó el primer enfrentamiento bélico con los soldados del ejército. Ese mismo año fue fundado el Ejército de Liberación del Pueblo de Sudán (ELPS) dirigido por John Garang, que buscaba restablecer la autonomía en la zona sur del país, aunque dentro del estado sudanés.
El avance del conflicto supuso el control por parte del ELPS de amplias zonas de las provincias de Equatoria, Bahr al Ghazal y Alto Nilo, así como de otras zonas de Sudán. Sin embargo, el apoyo del gobierno sudanés a diversas milicias étnicas en el sur del país supuso la aparición de conflictos interétnicos y la militarización de muchas comunidades, generando una enorme anarquía en el territorio sureño. Entre los grupos rebeldes que se formaron destaca el Ejército Blanco por parte de la etnia Nuer, los Dinka Titweng o el Anyanya II, facción crítica del ELPS.
La disputa entre el Ejército de Sudán, el ELPS y las guerrillas étnicas, así como la hambruna y las enfermedades derivadas del conflicto dieron como resultado alrededor de dos millones de víctimas, además de cuatro millones de desplazados durante los 22 años de conflicto, siendo una de las guerras civiles más largas de las que se tienen datos.

### Independencia
Tras años de enfrentamiento, el conflicto terminó oficialmente con la firma de un acuerdo de paz en enero de 2005 entre el gobierno de Sudán y el Ejército de Liberación del Pueblo de Sudán (ELPS). El acuerdo restableció el gobierno autónomo sursudanés hasta por seis años, tras lo cual se realizaría un referendo sobre una posible secesión. Este referendo se realizó en enero de 2011 otorgando una abrumadora mayoría de un 98,83 % a la opción independentista. 
Tras esos resultados, el gobierno sudanés de Omar al-Bashir aceptó la división del país, que se llevó a cabo el 9 de julio de 2011 cuando se proclamó oficialmente la República de Sudán del Sur. Los primeros años de independencia estuvieron marcados por los conflictos tribales entre varios grupos étnicos del país, causadas por rencillas derivadas de la escasez de recursos de la región. Desde 2013 la situación empeoró y surgió la Guerra civil de Sudán del Sur, que duró 6 años, hasta que el acuerdo de paz entre Salva Kiir y  Riek Machar, formaron un gobierno de unidad.

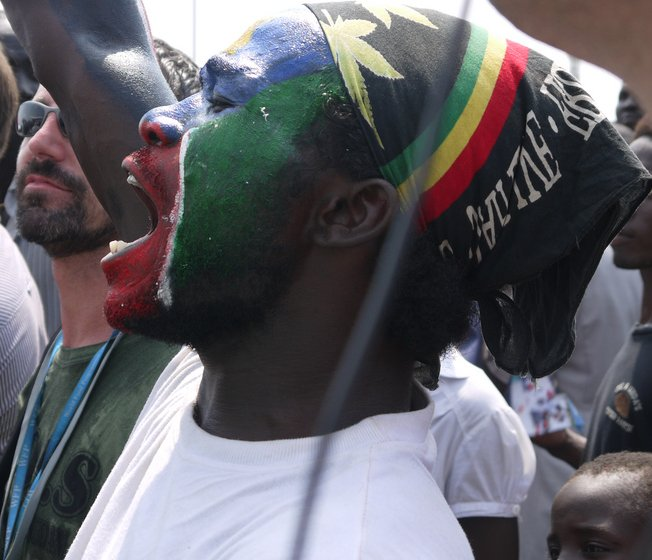
Un joven con los colores de la Bandera de Sudán del Sur animando a la multitud

### Guerra Civil Sursudanesa (2013-2020)
El 5 de septiembre de 2013, la agencia de noticias estadounidense South Sudan News Agency (SSNA) publicó un artículo escrito por el analista Duop Chak Wuol. El escritor planteó cuestiones críticas en torno a lo que describió como el aumento de la autocracia en el seno de la cúpula del Movimiento Popular de Liberación de Sudán (SPLM) y advirtió de repercusiones monumentales a menos que las élites gobernantes restauraran los principios fundacionales del partido. Duop también reprendió al partido gobernante, argumentando que el partido ha sustituido sus principios fundacionales por "promesas olvidadas y engaños". 
En diciembre de 2013, estalló una lucha por el poder político entre el presidente Kiir y su antiguo adjunto Riek Machar, ya que el presidente acusó a Machar y a otras diez personas de intentar dar un golpe de Estado Se desencadenaron enfrentamientos que desencadenaron la guerra civil sursudanesa. Se desplegaron tropas ugandesas para luchar junto a las fuerzas gubernamentales sursudanesas contra los rebeldes. Las Naciones Unidas tienen fuerzas de paz en el país como parte de la Misión de las Naciones Unidas en Sudán del Sur (UNMISS). La Autoridad Intergubernamental para el Desarrollo (IGAD) medió en numerosos alto el fuego entre el Movimiento Popular de Liberación de Sudán (SPLM) y el SPLM –en la oposición–, que posteriormente se rompieron. En agosto de 2015 se firmó en Etiopía un acuerdo de paz bajo amenaza de sanciones de Naciones Unidas para ambas partes. Machar regresó a Juba en 2016 y fue nombrado vicepresidente.

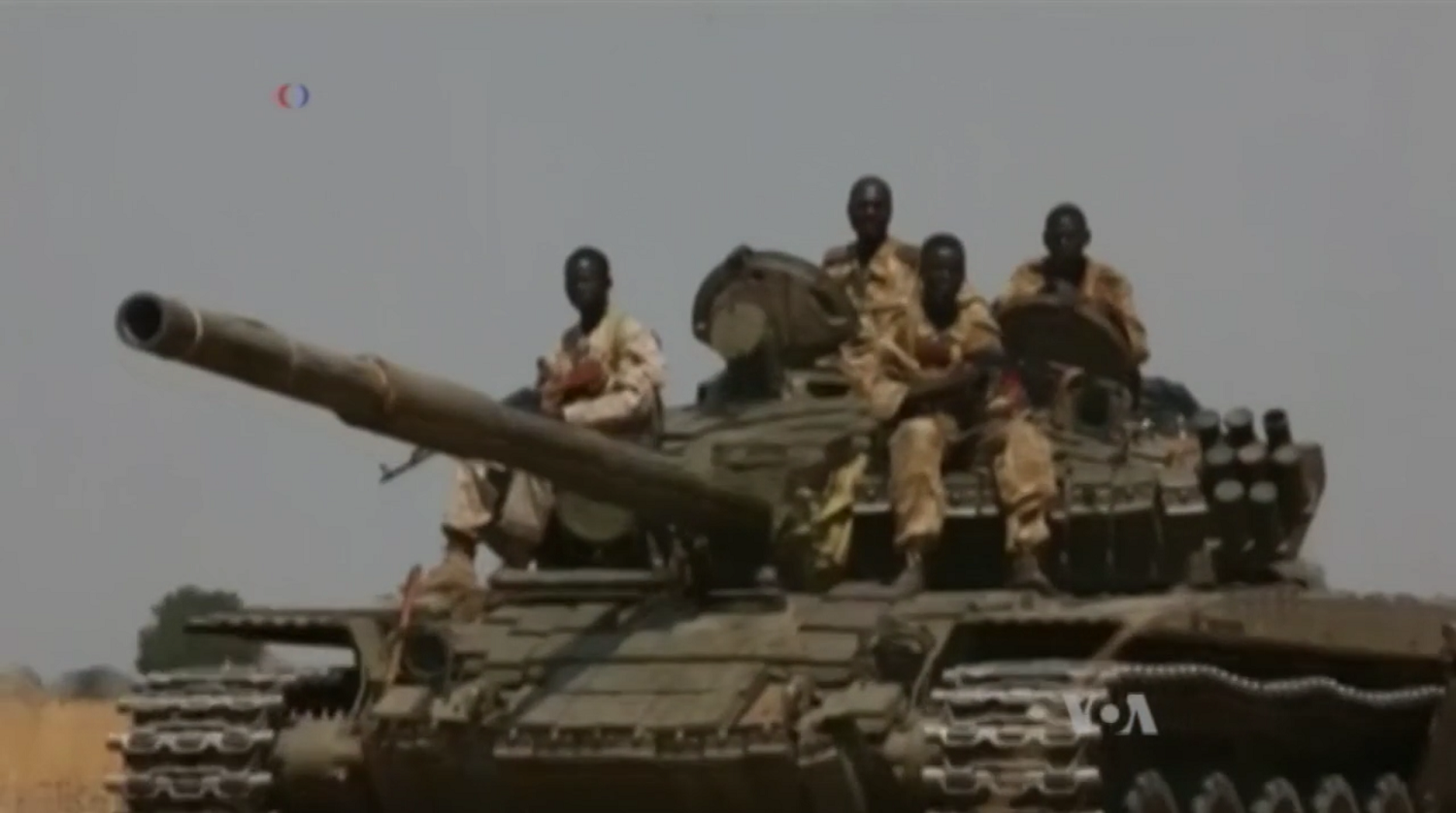
Un T-72 del Ejército Popular de Liberación de Sudán (SPLA) durante la guerra civil de Sudán del Sur

Tras un segundo estallido de violencia en Juba, Machar fue sustituido como vicepresidente y huyó del país al estallar de nuevo el conflicto. Las luchas internas entre rebeldes se han convertido en una parte importante del conflicto. La rivalidad entre las facciones dinka lideradas por el presidente y Malong Awan también ha provocado enfrentamientos. En agosto de 2018, entró en vigor otro acuerdo de reparto del poder.
Se calcula que unas 400 000 personas han muerto en la guerra, incluidas atrocidades notables como la masacre de Bentiu de 2014. Aunque ambos hombres cuentan con partidarios de todas las divisiones étnicas de Sudán del Sur, los combates posteriores han sido comunales, con los rebeldes atacando a miembros de la etnia dinka de Kiir y los soldados gubernamentales atacando a los nuers. Más de 4 millones de personas se han visto desplazadas, de las cuales 1,8 millones son desplazados internos y 2,5 millones han huido a países vecinos, especialmente Uganda y Sudán.
El 20 de febrero de 2020, Salva Kiir Mayardit y Riek Machar acordaron un acuerdo de paz, y el 22 de febrero de 2020 formaron un gobierno de unidad nacional, mientras Machar prestaba juramento como líder adjunto del país. A pesar del cese oficial de la guerra civil, la violencia entre milicias armadas a nivel comunitario ha continuado en el país; según Yasmin Sooka, presidenta de la Comisión de Derechos Humanos de Sudán, el nivel de violencia "supera con creces la violencia entre 2013 y 2019".
Las primeras elecciones democráticas en Sudán del Sur desde el inicio de la guerra civil estaban previstas para 2023 en el acuerdo de paz que puso fin oficialmente a la guerra, pero el gobierno de transición y la oposición acordaron en 2022 trasladarlas a finales de 2024, y posteriormente a 2026.

## Gobierno y política

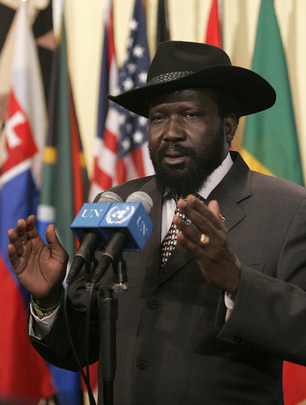
Salva Kiir Mayardit, actual presidente de Sudán del Sur.

Tras el Acuerdo de Paz firmado en 2005, fue promulgada una constitución provisional del Gobierno Autónomo de Sudán del Sur que funcionó como ley suprema del territorio, en conjunto con la constitución sudanesa hasta 2011. Luego del referéndum sobre la independencia de Sudán del Sur realizado entre el 9 y el 15 de enero de 2011, el gobierno autónomo promulgó una constitución transitoria, efectiva desde el 9 de julio de 2011, fecha en que la independencia fue declarada oficialmente.
La constitución transitoria establece que la República de Sudán del Sur es una república democrática y se define como una «entidad multiétnica, multicultural, multilingüe, multirreligiosa y multirracial». Establece además la separación entre Iglesia y Estado y la igualdad de derechos entre hombres y mujeres.
El poder ejecutivo reside en el presidente de Sudán del Sur, quien es el jefe de Estado, jefe de Gobierno y comandante en jefe del Ejército de Liberación del Pueblo de Sudán. Este cargo fue establecido por los protocolos de 2005, siendo John Garang (fundador del ELPS) el primer presidente hasta su muerte en un accidente el 30 de julio de 2005. Salva Kiir Mayardit, su sucesor, fue juramentado como primer vicepresidente de Sudán y presidente del Gobierno Autónomo de Sudán del Sur el 11 de agosto de 2005. Tras la independencia, Kiir Mayardit fue el primer presidente de la República de Sudán del Sur.
El poder legislativo está en manos de la Asamblea Legislativa de Sudán del Sur, un parlamento unicameral de 170 miembros elegidos por votación popular. La Constitución también establece un poder judicial independiente nombrado por el parlamento, siendo el máximo órgano la Corte Suprema de Justicia.

### Relaciones internacionales

Países que reconocen la independencia de Sudán del Sur.

Durante los preparativos para la independencia de Sudán del Sur, diversos países manifestaron sus deseos de mantener relaciones diplomáticas con este nuevo estado. El primero en oficializar esta relación fue la República de Sudán el día 8 de julio de 2011, un día antes de la declaración de independencia, lo que ha sido seguido por una decena más de países.
Sudán del Sur fue propuesto como nuevo miembro de las Naciones Unidas el 13 de julio por los miembros del Consejo de Seguridad. La recomendación fue tomada por la Asamblea General que aprobó la incorporación de Sudán del Sur como el 193.º miembro de la ONU por aclamación el día 14 de julio.
El gobierno sursudanés ha solicitado su ingreso a la Mancomunidad de Naciones, mientras otras instituciones han invitado a Sudán del Sur a incorporarse como miembro, como la Unión Africana. La Liga Árabe señaló que Sudán del Sur reunía las condiciones para unirse como miembro pleno si lo deseaba, aunque también podría optar a tener acceso como miembro observador.

### Derechos humanos
En materia de derechos humanos, respecto a la pertenencia a los siete organismos de la Carta Internacional de Derechos Humanos, que incluyen al Comité de Derechos Humanos (HRC), Sudán del Sur ha firmado o ratificado:
| Sudán del Sur | Tratados internacionales | Tratados internacionales | Tratados internacionales | Tratados internacionales | Tratados internacionales | Tratados internacionales | Tratados internacionales | Tratados internacionales | Tratados internacionales | Tratados internacionales | Tratados internacionales | Tratados internacionales | Tratados internacionales | Tratados internacionales | Tratados internacionales | Tratados internacionales | Tratados internacionales | Tratados internacionales |
| --- | ------------------------ | ------------------------ | ------------------------ | ------------------------ | ------------------------ | ------------------------ | ------------------------ | ------------------------ | ------------------------ | ------------------------ | ------------------------ | ------------------------ | ------------------------ | ------------------------ | ------------------------ | ------------------------ | ------------------------ | ------------------------ |
| Sudán del Sur | CESCR                    | CESCR                    | CCPR                     | CCPR                     | CCPR                     | CERD                     | CED                      | CEDAW                    | CEDAW                    | CAT                      | CAT                      | CRC                      | CRC                      | CRC                      | CRC                      | MWC                      | CRPD                     | CRPD                     |
| Sudán del Sur | CESCR                    | CESCR-OP                 | CCPR                     | CCPR-OP1                 | CCPR-OP2-DP              | CERD                     | CED                      | CEDAW                    | CEDAW-OP                 | CAT                      | CAT-OP                   | CRC                      | CRC-OP-AC                | CRC-OP-SC                | CRC-OP-CP                | MWC                      | CRPD                     | CRPD-OP                  |
| Pertenencia | Firmado y ratificado.    | Firmado y ratificado.    | Firmado y ratificado.    | Firmado y ratificado.    | Firmado y ratificado.    | Firmado y ratificado.    | Sin información.         | Firmado y ratificado.    | Firmado y ratificado.    | Firmado y ratificado.    | Sin información.         | Firmado y ratificado.    | Firmado y ratificado.    | Firmado y ratificado.    | Sin información.         | Firmado y ratificado.    | Firmado y ratificado.    | Firmado y ratificado.    |
| Firmado y ratificado, firmado, pero no ratificado, ni firmado ni ratificado, sin información, ha accedido a firmar y ratificar el órgano en cuestión, pero también reconoce la competencia de recibir y procesar comunicaciones individuales por parte de los órganos competentes. |                          |                          |                          |                          |                          |                          |                          |                          |                          |                          |                          |                          |                          |                          |                          |                          |                          |                          |

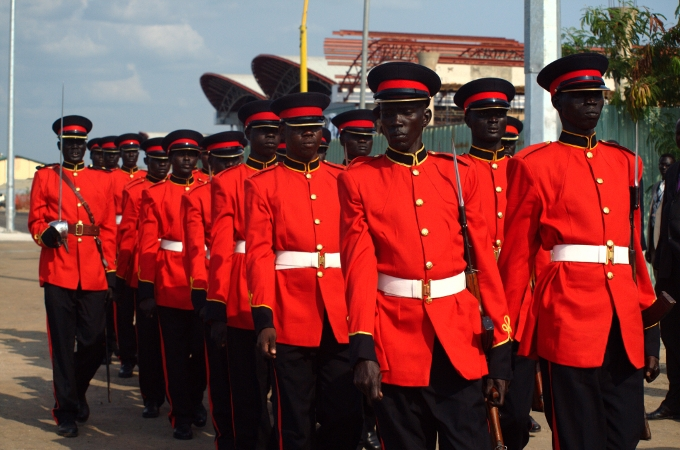
Soldados de Sudán del Sur

El 1 de noviembre de 2011, los Servicios de Seguridad Nacional (NSS) de Sudán del Sur detuvieron al director de un diario privado con sede en Juba, Destiny, y suspendieron sus actividades indefinidamente. Esto fue en respuesta a un artículo de opinión del columnista Dengdit Ayok, titulado "Let Me Say So", que criticaba al presidente por permitir que su hija se casara con un ciudadano etíope, y lo acusaba de "manchar su patriotismo". En una carta oficial se acusaba al periódico de infringir "el código de conducta de los medios de comunicación y la deontología profesional", y de publicar "noticias ilícitas", difamatorias, incitadoras y que invaden la intimidad de las personalidades. En septiembre, el Comité para la Protección de los Periodistas había expresado su preocupación por la libertad de los medios de comunicación en Sudán del Sur. La NSS dejó en libertad sin cargos a los periodistas tras haberlos retenido durante 18 días.
En 2015, Salva Kiir amenazó con matar a los periodistas que informaran "contra el país". Las condiciones de trabajo se han vuelto más duras para los periodistas, y muchos han abandonado el país. El documentalista Ochan Hannington es uno de ellos. En agosto de 2015, tras la muerte del periodista Peter Moi en un ataque selectivo, siendo el séptimo periodista asesinado durante el año, los periodistas sursudaneses realizaron un apagón informativo de 24 horas.
En agosto de 2017, un periodista estadounidense de 26 años, Christopher Allen, fue asesinado en Kaya, estado de Yei River, durante los combates entre fuerzas gubernamentales y de la oposición. Christopher Allen era un periodista independiente que había trabajado para varios medios de comunicación estadounidenses. Ese mismo mes, el presidente Salva Kiir afirmó que los millones de civiles que huían de Sudán del Sur lo hacían empujados por la propaganda de usuarios de las redes sociales que conspiraban contra su gobierno. Apenas un mes antes, en julio de 2017, el gobierno había bloqueado sin previo aviso el acceso a los principales sitios web de noticias y blogs populares, como Sudan Tribune y Radio Tamazuj. En junio de 2020, el gobierno bloqueó el acceso a Sudans Post, un sitio web de noticias local, tras la publicación de un artículo considerado difamatorio por la NSS. Dos meses después, Qurium Media Foundation, una organización sueca sin ánimo de lucro, anunció que había desplegado un espejo del sitio web para eludir el bloqueo gubernamental.

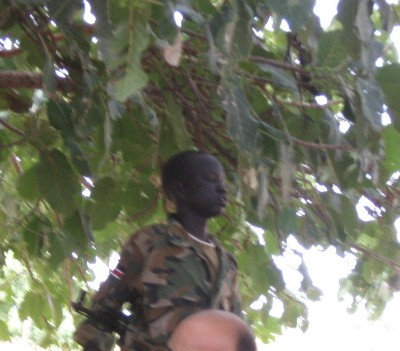
Un niño reclutado como Soldado durante la Guerra de independencia de Sudán del Sur

Se han atribuido al SPLA campañas de atrocidades contra civiles. En su intento de desarmar las rebeliones entre los shilluk y los murle, el SPLA/M quemó decenas de aldeas, violó a cientos de mujeres y niñas y mató a un número incalculable de civiles. Los civiles que denuncian torturas afirman que les arrancaron las uñas, que rociaron a los niños con bolsas de plástico ardiendo para que sus padres entregaran las armas y que quemaron vivos a aldeanos en sus chozas si sospechaban que los rebeldes habían pasado allí la noche. En mayo de 2011, el SPLA incendió supuestamente más de 7.000 viviendas en el estado de Unity.
La ONU informa de muchas de estas violaciones y el director frustrado de una agencia de ayuda internacional con sede en Juba las califica de "abusos de los derechos humanos fuera de la escala Richter" En 2010, la CIA emitió una advertencia de que "en los próximos cinco años,... es muy probable que se produzca una nueva matanza masiva o genocidio en el sur de Sudán. " El Ejército Blanco Nuer ha declarado que deseaba "eliminar a toda la tribu murle de la faz de la tierra como única solución para garantizar la seguridad a largo plazo del ganado de los nuer" y activistas, entre ellos Minority Rights Group International, advirtieron de un genocidio en Jonglei.  A principios de 2017, el genocidio volvía a ser inminente.
Peter Abdul Rahaman Sule, líder del grupo opositor clave Foro Democrático Unido, fue detenido desde el 3 de noviembre de 2011 por acusaciones que lo vinculan con la formación de un nuevo grupo rebelde que lucha contra el Gobierno.
La tasa de matrimonio infantil en Sudán del Sur es del 52%. Los actos homosexuales son ilegales.
El reclutamiento de niños soldado también se ha citado como un grave problema en el país. En abril de 2014, Navi Pillay, entonces Alta Comisionada de la ONU para los Derechos Humanos, afirmó que más de 9.000 niños soldado habían combatido en la guerra civil de Sudán del Sur.
La oficina de derechos de las Naciones Unidas ha descrito la situación en el país como "una de las más horrendas del mundo en materia de derechos humanos". Acusó al ejército y a las milicias aliadas de permitir a los combatientes violar a mujeres como forma de pago por luchar, así como asaltar ganado en un acuerdo de "haz lo que puedas, toma lo que puedas". Amnistía Internacional afirmó que el ejército asfixió hasta la muerte en un contenedor de transporte a más de 60 personas acusadas de apoyar a la oposición.

## Organización territorial
| Bandera | Estado o área           | Capital | Población (2010) | Área (km²) | Densidad (/km²) | Condados | Región         |
| ------- | ----------------------- | ------- | ---------------- | ---------- | --------------- | -------- | -------------- |
|         | Bar el Gazal del Norte  | Uwail   | 820 834          | 30 543,30  | 26,87           | 5        | Bar el Gazal   |
|         | Bar el Gazal Occidental | Wau     | 358 692          | 91 075,95  | 3,94            | 9        | Bar el Gazal   |
|         | Lagos                   | Rumbek  | 782 504          | 43 595,08  | 17,95           | 8        | Bar el Gazal   |
|         | Warab                   | Kuajok  | 1 044 217        | 45 567,24  | 22,92           | 6        | Bar el Gazal   |
|         | Ecuatoria Occidental    | Yambio  | 658 863          | 79 342,66  | 8,30            | 10       | Ecuatoria      |
|         | Ecuatoria Central       | Yuba    | 1 193 130        | 43 033,00  | 27,73           | 6        | Ecuatoria      |
|         | Ecuatoria Oriental      | Torit   | 962 719          | 73 472,01  | 13,10           | 8        | Ecuatoria      |
|         | Junqali                 | Bor     | 1 228 824        | 80 926     | TBD             | 13       | Gran Alto Nilo |
|         | Unidad                  | Bentiu  | 399 105          | TBD        | TBD             | 9        | Gran Alto Nilo |
|         | Alto Nilo               | Malakal | 1 013 629        | 77 283,42  | 13,12           | 12       | Gran Alto Nilo |

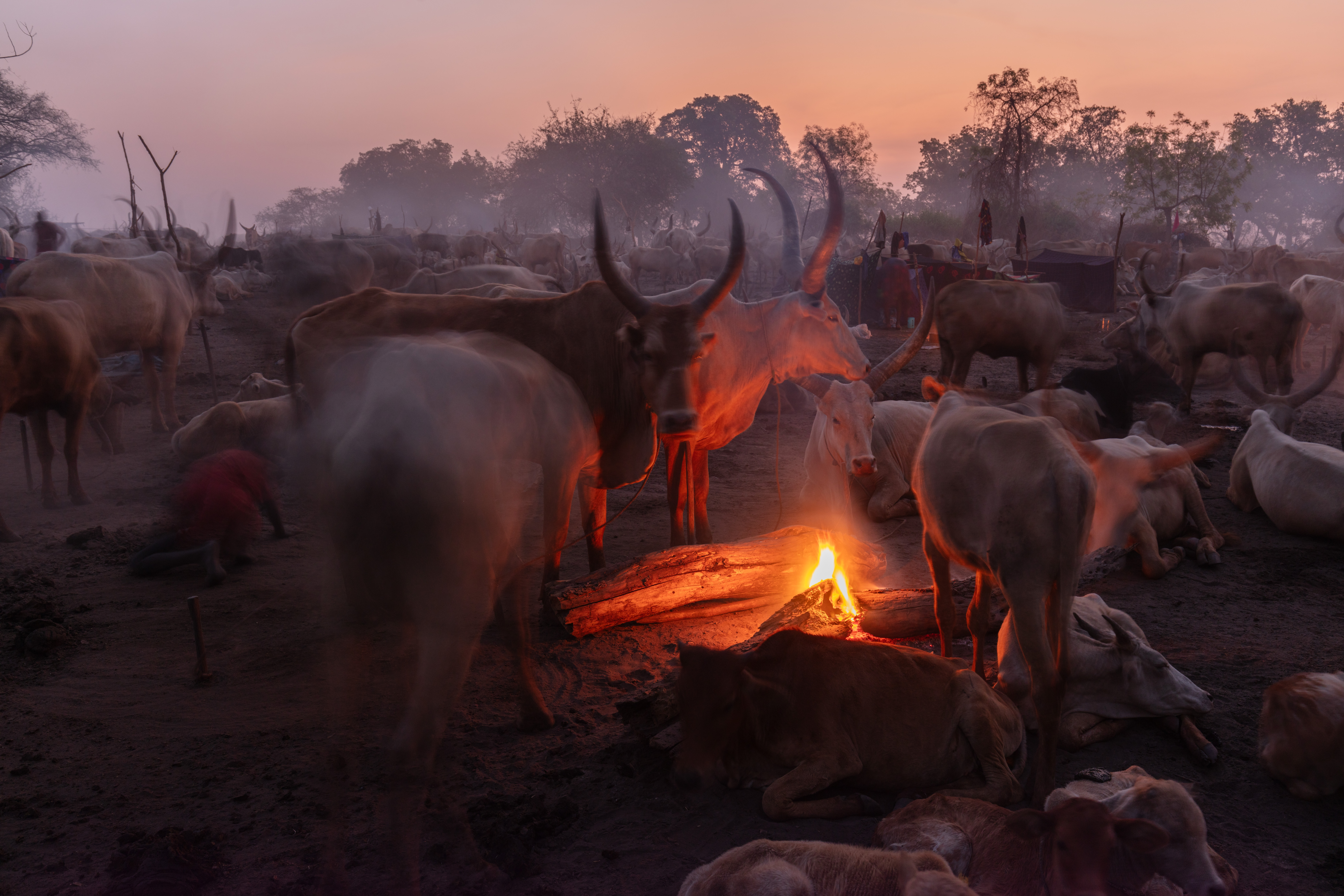
Campamento de ganado de la tribu Mundari, Terekeka, Ecuatoria Central

Sudán del Sur se divide en 10 estados federales, subdivididos a su vez en 86 condados. Estos diez estados corresponden a tres de las antiguas regiones en que se dividía Sudán: Bar el Gazal, Gran Alto Nilo y Ecuatoria.
Además en el norte de Sudán del Sur en la frontera con Sudán se encuentra la región o territorio de Abyei ubicado al norte de los estados de Unidad y Warab, que actualmente es zona de disputa entre ambos países. Además existe un pequeño triángulo ubicado al sureste de Sudán del Sur llamado triángulo de Ilemi, este territorio está bajo administración de Kenia, pero es reclamado por Sudán del Sur y Etiopía.
También se encuentra en disputa una zona pequeña ubicada entre el noroeste de Sudán del Sur y el suroeste de Sudán y noreste de la República Centroafricana, teniendo en cuenta que esta misma zona de disputa se encuentra dentro de la frontera de Sudán del Sur.

## Geografía

Mapa de Sudán del Sur.

Sudán del Sur abarca 644 329 km² de superficie. Posee fronteras con Sudán al norte, Etiopía al este, Kenia, Uganda y la República Democrática del Congo al sur y con la República Centroafricana al oeste.
La relación entre el sur autónomo de Sudán y los estados o regiones vecinas de Sudán de Nilo Azul (45 844 km²), Abyei (10 000 km² aprox) y los Montes Nuba (48 000 km² aprox) aún no han sido definitivamente resueltas, aunque por ahora se mantienen en el norte. Las tres áreas de los Montes Nuba, Abyei y el estado de Nilo Azul son culturalmente parte del sur, pero de acuerdo con el Acuerdo General de Paz (CPA) tienen administraciones separadas hasta que se celebren los referéndums (previstos para 2011 y llamados "consultas populares") en el cual tendrán la opción de unirse al sur o permanecer bajo la administración del norte.
| Noroeste: República Centroafricana        | Norte: Sudán | Nordeste: Sudán |
| Oeste: República Centroafricana           |              | Este: Etiopía   |
| Suroeste: República Democrática del Congo | Sur: Uganda  | Sureste: Kenia  |

### Relieve

Mapa topográfico de Sudán del Sur.

El país está dominado por grandes llanuras y mesetas, especialmente en el centro y norte del país. Las zonas más montañosas se encuentran en el sur, en la frontera con Kenia, Uganda y la República Democrática del Congo. El punto de mayor altitud del país es el Monte Kinyeti, con 3.187 metros, cerca de la frontera de Uganda. Otros de los puntos más altos de Sudán del Sur son monte Lotuke (2963 metros) entre Uganda y Kenia, los montes Didinga y el monte Naita (2739 metros), al sudeste, en la frontera con Etiopía.
El norte del país forma una extensa zona pantanosa conocida como Sudd, con una extensión superficial de 320 km de ancho por 400 km de largo. En el oeste del país se encuentra la Meseta de Ironstone con una altitud entre 800 y 1000 metros de altura, con picos de hasta 1700 metros.

### Fauna y flora

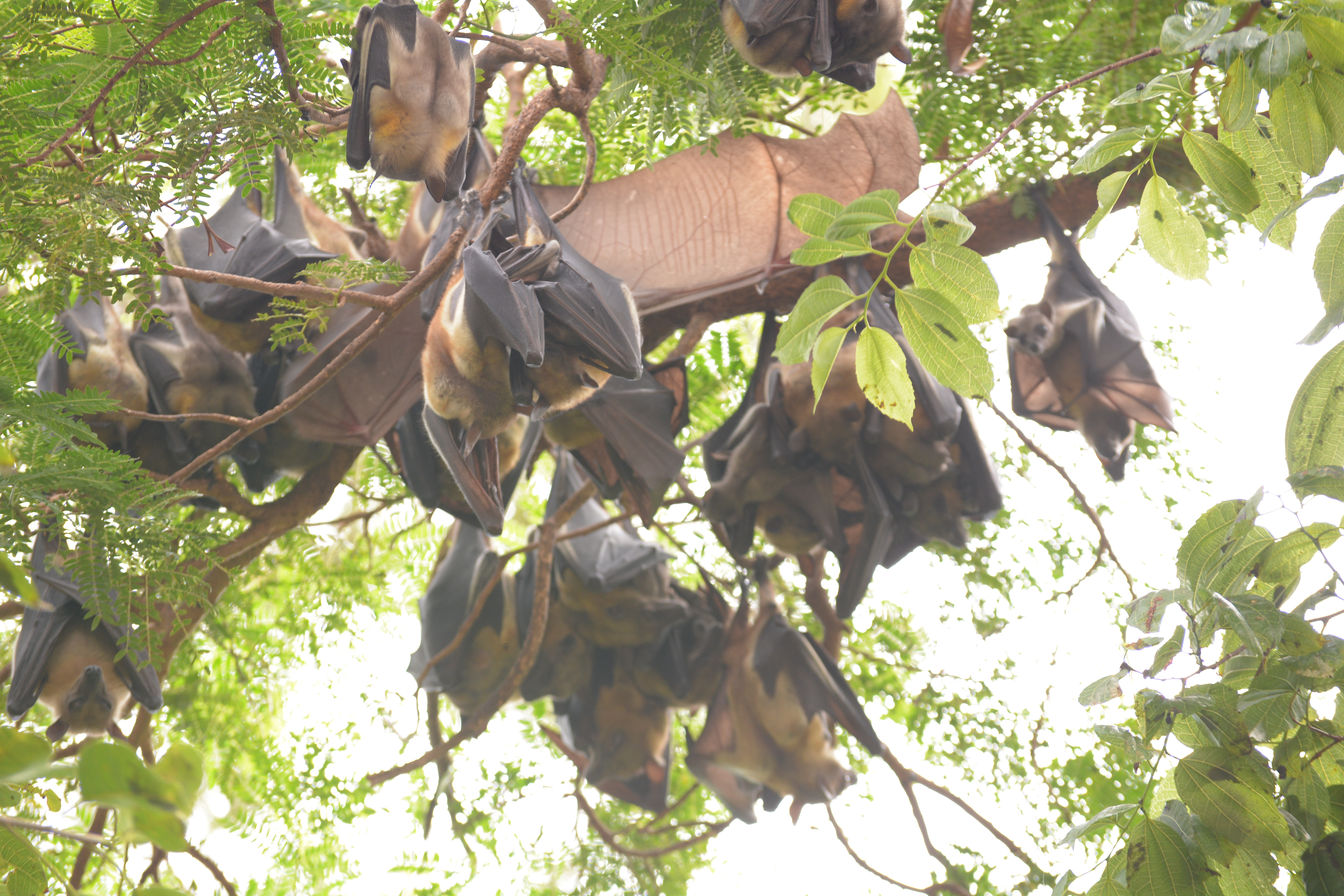
Un grupo de murciélagos en Sudán del Sur

Las áreas protegidas de Sudán del Sur albergan algunas de las poblaciones de vida silvestre más espectaculares e importantes de toda África, y son el lugar donde se produce la segunda migración de fauna silvestre más grande del mundo. Estudios realizados en los años anteriores revelaron que el parque nacional Boma, al oeste de la frontera con Etiopía, la zona húmeda del sur y el parque nacional del Sur (Southern National Park) cerca de la frontera con el Congo, son hábitat de grandes poblaciones de kob y topis (dos tipos de antílopes), búfalos, elefantes, jirafas, alcelafos (otro antílope), y de leones. Las reservas forestales del sur de Sudán también son el hábitat de bongos (también un tipo de antílope), hilóqueros, cerdos rojos de río, elefantes de selva, chimpancés y monos de bosque.
En 2006, el presidente de Sudán del Sur anunció que la región hará todo lo posible para proteger y mantener su flora y fauna, y tratar de reducir los efectos de los incendios forestales, el vertido de residuos y la contaminación del agua. Al mismo tiempo, las grandes empresas multinacionales que están en condiciones de extraer los recursos naturales en el sur de Sudán a gran escala, representan una amenaza para la vida silvestre notable en la nación y sus hábitats.

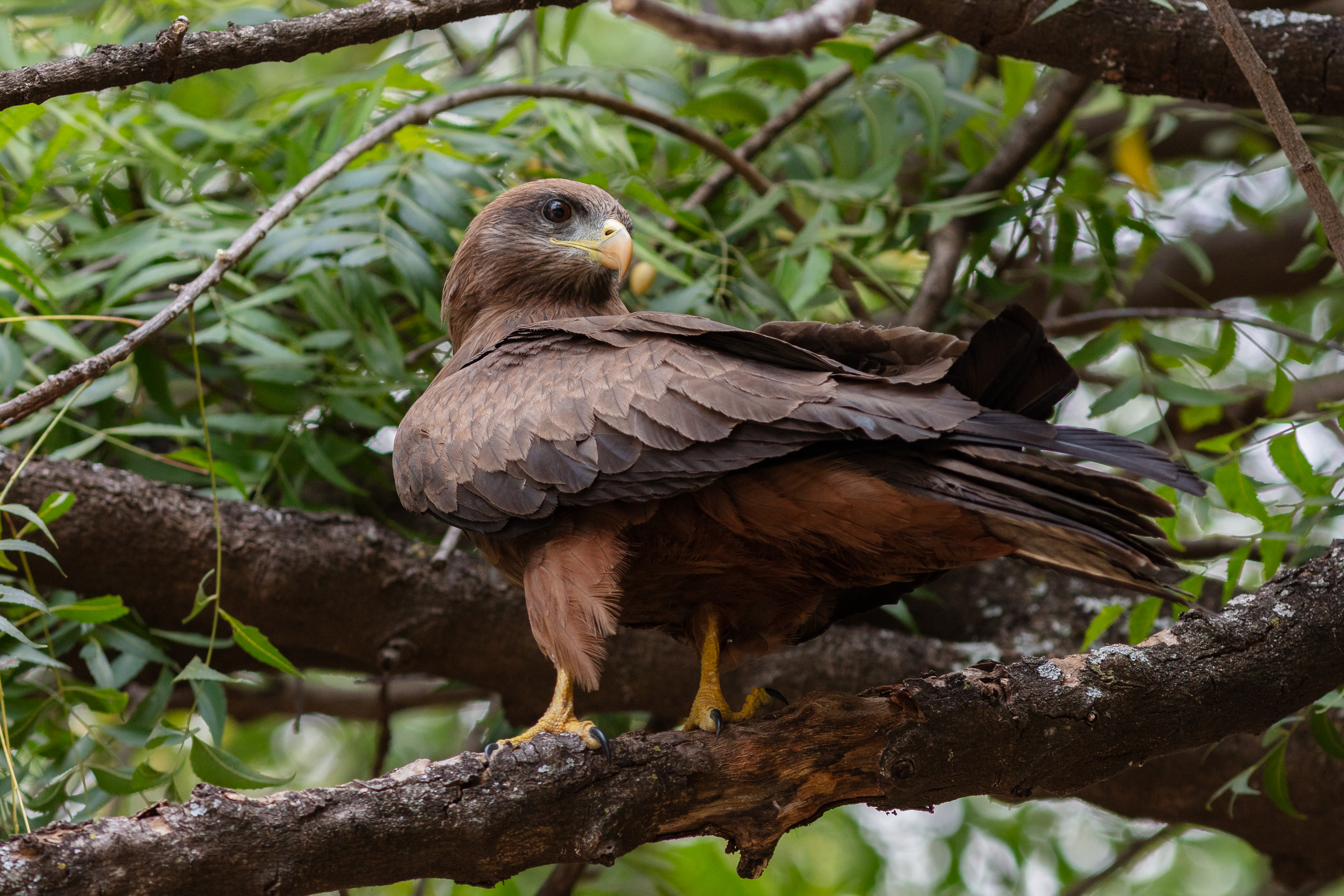
Milano de pico amarillo (Milvus aegyptius) en Kimotong, Sudán del Sur

Los hábitats de vida silvestre de Sudán del Sur incluyen los pastizales, las mesetas de gran altitud y escarpadas, sabanas con árboles y pasto, llanuras aluviales y humedales.

### Clima
Sudán del Sur tiene un clima tropical al norte y cercano al ecuatorial en el sur, caracterizado por una estación lluviosa de alta humedad y grandes cantidades de lluvia seguida de una estación más seca. La temperatura en promedio es siempre alta, siendo julio el mes más fresco con temperaturas medias que oscilan entre 20 y 30 °C y marzo es el mes más cálido con temperaturas medias que van de 23 a 37 °C.

La mayor cantidad de lluvias se observa entre mayo y octubre, pero la temporada de lluvias puede comenzar en abril y extenderse hasta noviembre. Mayo es el mes más húmedo. La temporada está "influida por el cambio anual de la zona intertropical" y el cambio de los vientos del sur y del suroeste, llevando a temperaturas ligeramente más bajas, una mayor humedad y más cobertura de nubes.

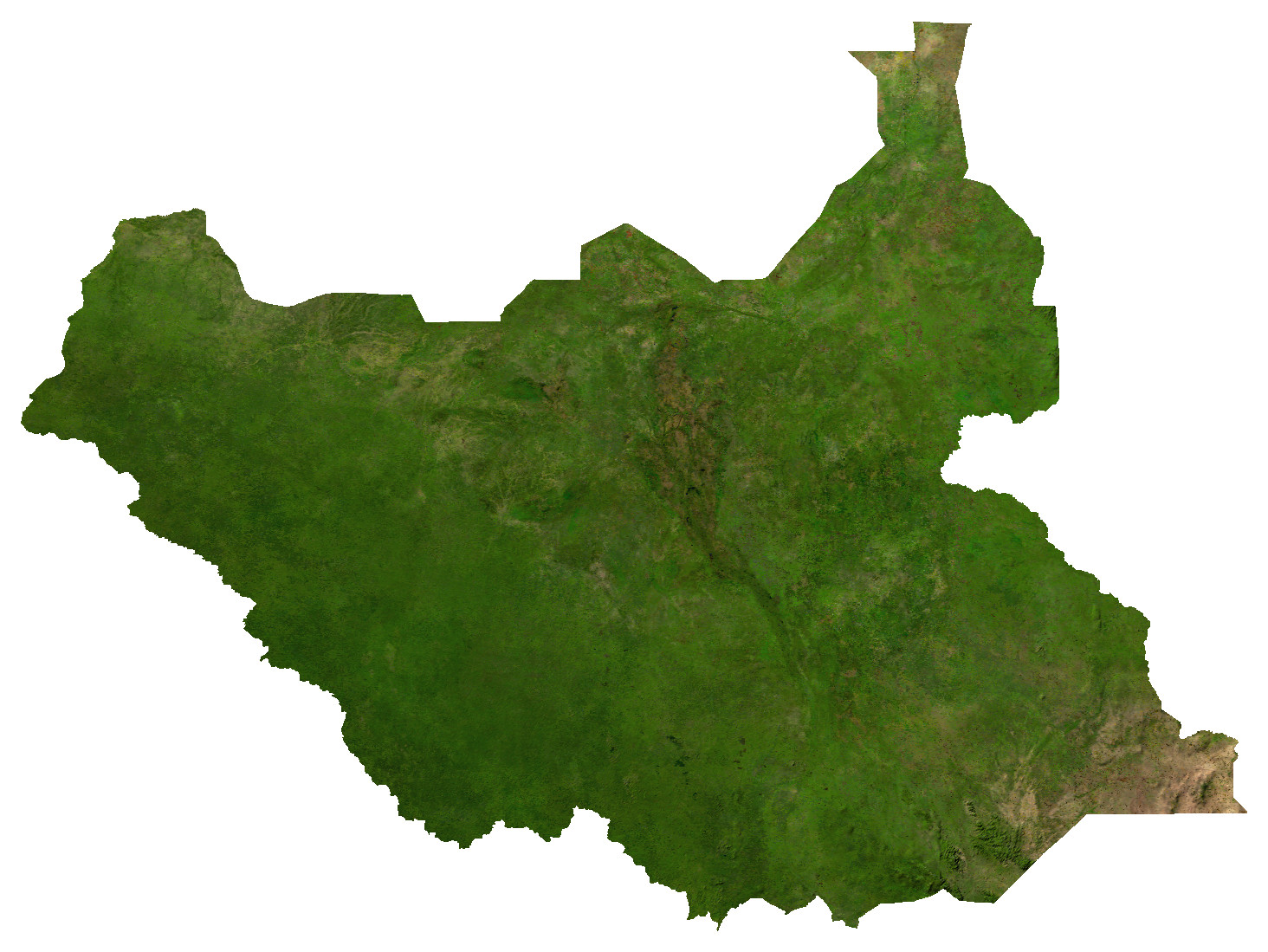
Imagen satelital de Sudán del Sur.

### Hidrografía

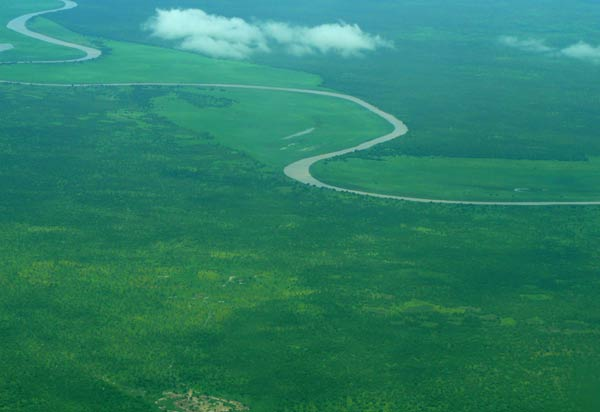
El río Sobat, en el estado de Alto Nilo (A'ali an Nil).

Sudán del Sur se define casi únicamente por la hidrología del Nilo (excluido el Triángulo de Ilemi). La frontera con la República Centroafricana es prácticamente congruente con la frontera de la cuenca con el Congo. También es la región más lluviosa de un país que, por lo demás, es árido. La evaporación es tan elevada que se han formado depresiones endorreicas como el Ambadi, el Abu Shanab o el lago Maleit entre el Sudd y los pantanos del sistema Bahr al-Ghazal.
Cabe mencionar tres variables hidrológicas destacadas:
- La cuenca de Bahr al-Ghazal, que es la mayor subcuenca del Nilo en términos de superficie, pero aporta poca agua al Nilo debido a su elevada evaporación.
- El Sudd, que es uno de los mayores pantanos del mundo.
- El afluente Sobat, que nace en Etiopía y aporta cerca del 10% del volumen de agua del Nilo en su desembocadura.

### Áreas protegidas

Mapa de las Áreas protegidas de Sudán del Sur

El área total bajo protección es de alrededor de 143.000 kilómetros cuadrados (55.000 millas cuadradas) repartidas en 23 áreas protegidas que representan el 15% del territorio de Sudán del Sur. El área protegida más grande es el Humedal de Sudd, que es una importante área de vida de aves que cubre 57.000 km² (22.000 millas cuadradas). También es un sitio Ramsar con más de 400 especies de aves, 100 especies de mamíferos y 100 especies de peces. Muchas de las áreas protegidas son explotadas para la caza ilegal y la cría de ganado.
Las áreas protegidas de Sudán del Sur están en las llanuras de inundación del río Nilo. El hábitat comprende predominantemente pastizales, mesetas y escarpes de gran altitud, sabanas boscosas y herbáceas, llanuras de inundación y humedales. Algunas de las otras áreas protegidas son el Parque Nacional de Boma en la región del Paisaje de Boma-Jonglei, una zona rica en petróleo en la frontera oriental con Etiopía; el Parque Nacional del Sur que limita con la República Democrática del Congo; el Parque Nacional de Bandingilo (incluido Mongalla): 8.400 km² (3.200 millas cuadradas); el Parque Nacional de Nimule: 410 km² (160 millas cuadradas); y el Parque Nacional de Shambe, una importante zona de aves: 620 km² (240 millas cuadradas).

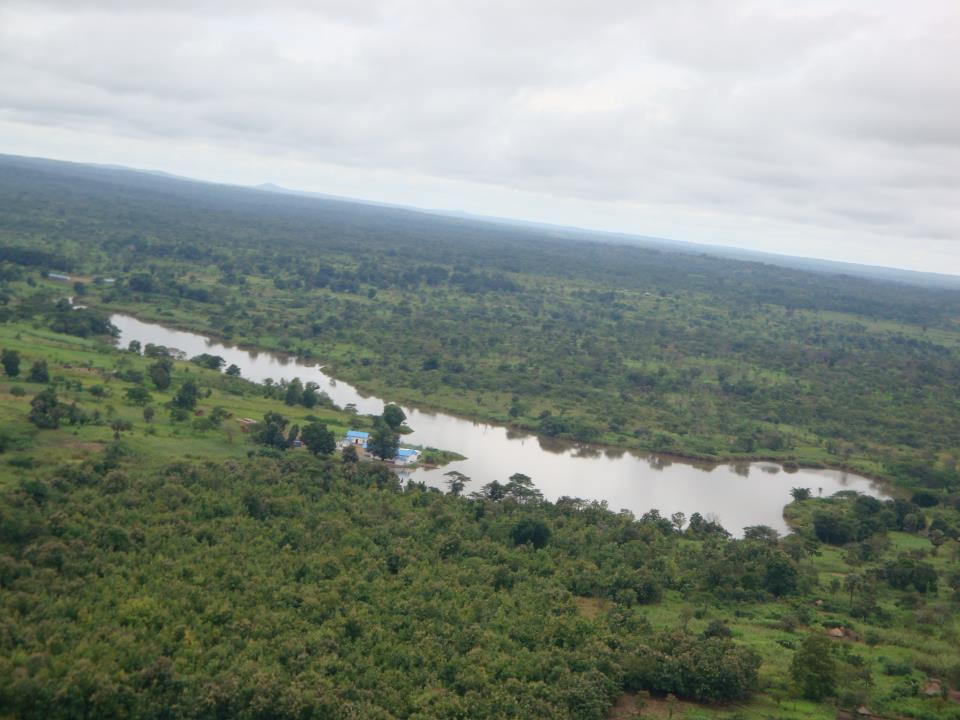
Lago Kazana, Sudán del Sur

Hay varias reservas de caza protegidas. La reserva de caza Ez Zeraf (9.700 km² (3.700 millas cuadradas) está ubicada en los extensos pantanos y las praderas inundadas estacionalmente. Otras reservas de caza son: la reserva de caza Ashana: 900 km² (350 millas cuadradas); la reserva de caza Bengangai, una importante zona de aves: 170 km² (66 millas cuadradas); la reserva de caza Bire Kpatuos: 5.000 km² (1.900 millas cuadradas); la reserva de caza Chelkou: 5.500 km² (2.100 millas cuadradas); Reserva de caza Fanyikang (parte del sitio Ramsar): 480 km² (190 millas cuadradas); Reserva de caza de Juba: 200 km² (77 millas cuadradas); Reserva de caza Kidepo: 1200 km² (460 millas cuadradas); Reserva de caza Mbarizunga: 10 km² (3,9 millas cuadradas); y la reserva de caza de Numatina: 2100 km² (810 millas cuadradas).
Otras áreas protegidas incluyen las montañas Imatong, un importante área de conservación natural y de aves: 1000 km² (390 millas cuadradas) Lago Ambadi, un área de conservación natural: 1500 km² (580 millas cuadradas) Lago No, un área de conservación natural: 1000 km² (390 millas cuadradas).
Hay al menos tres áreas protegidas propuestas: el Parque Nacional Lantoto, de 760  km² (290 millas cuadradas), la Reserva de Caza Mashra, de 4.500 km² (1.700 millas cuadradas), y la Reserva de Caza Boro, de 1.500 km² (580 millas cuadradas)
En muchas zonas de vida silvestre de Sudán del Sur, la carne de animales silvestres es más barata que la de vacuno, el pescado o el pollo, por lo que se la explota como fuente de alimento y también para el comercio. Como resultado, animales salvajes como el kob de orejas blancas, el tiang y la gacela de Mongalla son cazados en grandes cantidades (según una evaluación de los resultados de una encuesta por muestreo en unas pocas aldeas del Parque Nacional de Boma). Esto ha creado una presión sobre la vida silvestre del parque que requiere medidas de conservación eficaces.
Las guerras internas que duraron dos décadas también han sido una causa de la falta de una gestión eficaz de las áreas protegidas. Aunque el control militar de la zona proporcionó cierto grado de protección, la caza de carne de animales silvestres continuó. Se informó de que las fuerzas de protección de la vida silvestre no eran adecuadas teniendo en cuenta la gran cantidad de áreas protegidas, lo que ha dado lugar a una amplia explotación de la vida silvestre por parte de la caza furtiva; amplias encuestas realizadas en el Parque Nacional de Boma confirmaron esta situación. Otro factor que supone una amenaza para la vida silvestre en Sudán del Sur es la invasión de las zonas de sabana para el cultivo.

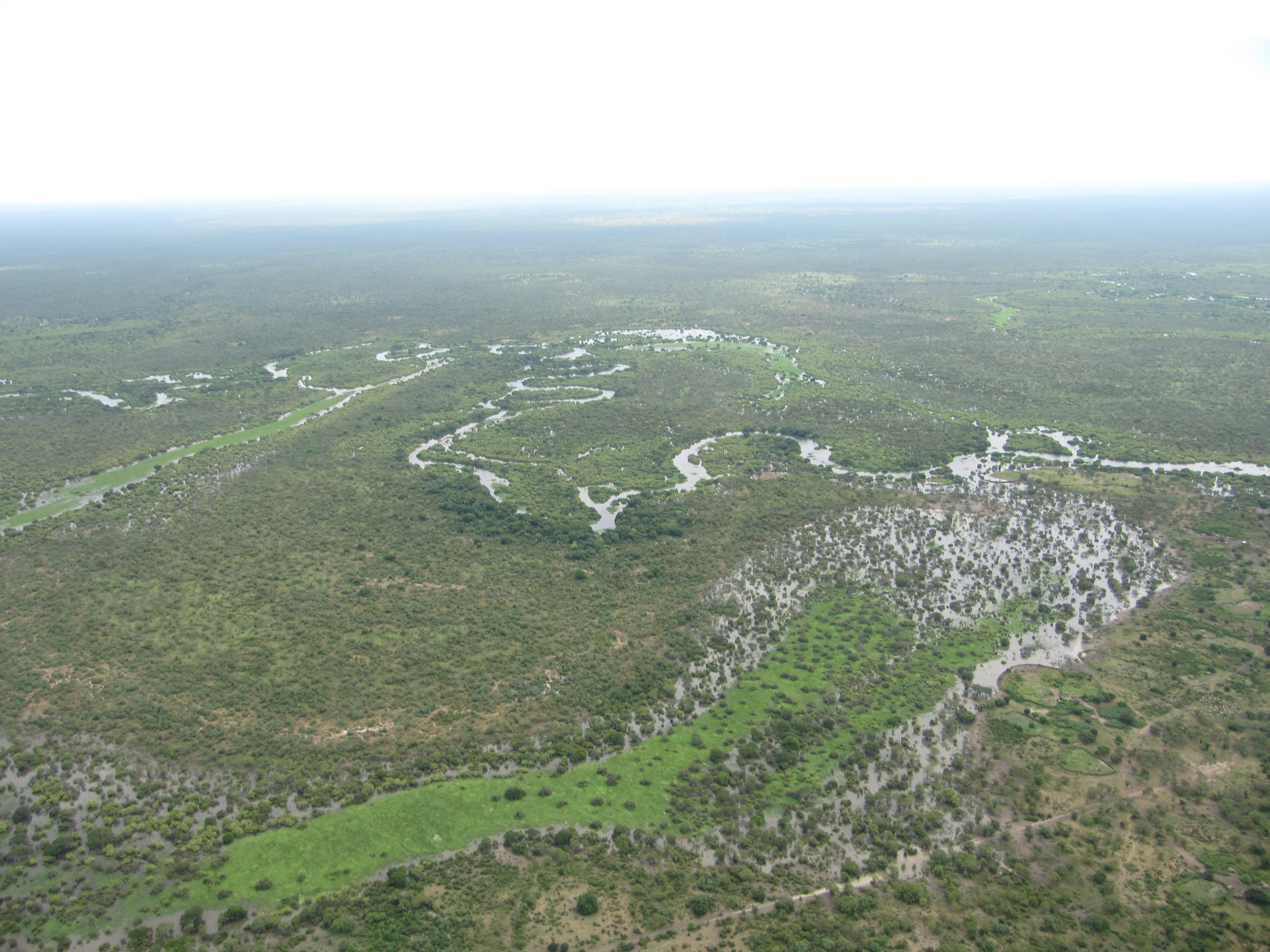
Paisaje del Condado de Pibor, Sudán del Sur

Las actividades de desarrollo planificadas, en particular las de construcción de carreteras en las áreas protegidas, están infringiendo las rutas de migración del kob de orejas blancas. Los guardabosques (una fuerza de 7.300 hombres que se creó a partir de los hombres armados disueltos después de que el conflicto terminara, a partir de 2006) también están en conflicto con los pastores y cazadores furtivos locales; esto se ha observado particularmente en el Parque Nacional de Boma.
La Dirección de Conservación de la Vida Silvestre del Gobierno de Sudán del Sur (GOSS) y el Ministerio de Medio Ambiente, Conservación de la Vida Silvestre y Turismo comparten el mandato de la gestión de la vida silvestre y las áreas protegidas de Sudán del Sur. A partir de 2011, no existe legislación sobre la vida silvestre y la gestión de áreas protegidas del GOSS ya que, aunque hay algunos fondos disponibles, los incipientes departamentos gubernamentales sufren escasez de instalaciones, materiales y trabajadores calificados. Una Comisión sobre Vida Silvestre establecida por el Movimiento de Liberación del Pueblo Sudanés había proporcionado anteriormente cierta orientación a las áreas bajo su control.

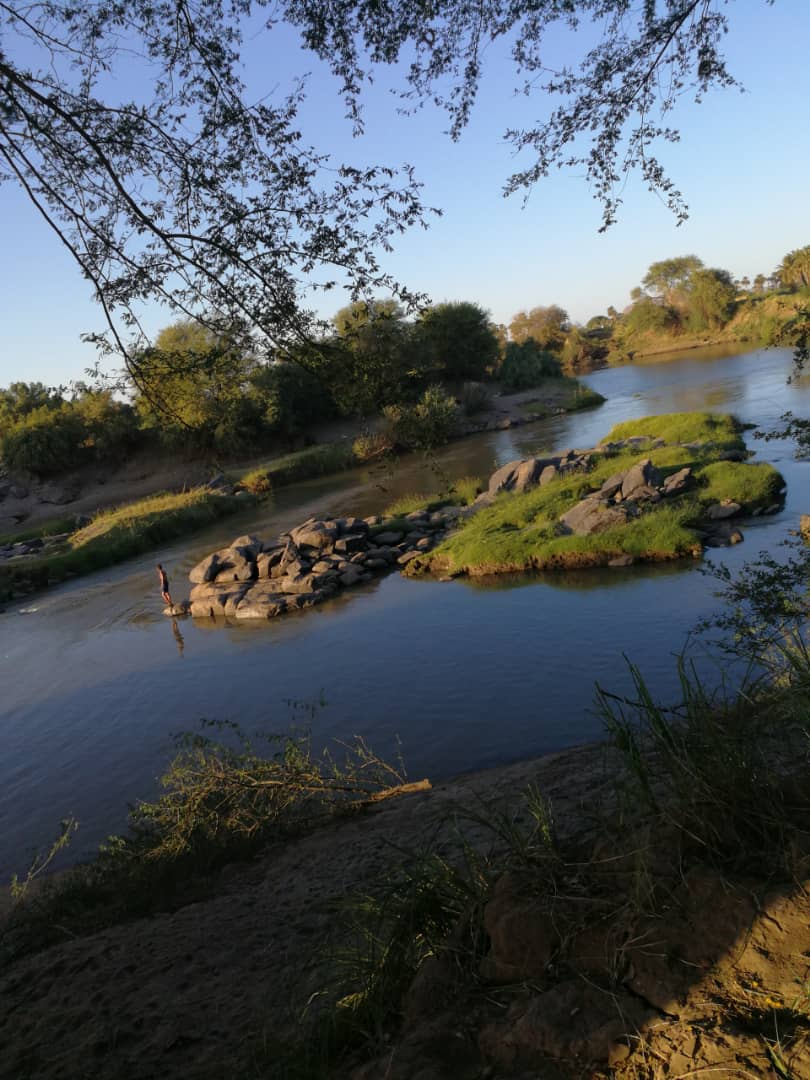
Paisaje de Dubak en Sudán del Sur

### Geología
La geología de Sudán del Sur se basa en rocas ígneas y metamórficas precámbricas, que cubren el 40% de la superficie del país y subyacen a otras unidades rocosas. La región se vio afectada por la orogenia panafricana en el Neoproterozoico y la tectónica extensional en el Mesozoico, que depositaron secuencias sedimentarias petrolíferas de gran espesor en cuencas de rift. En los últimos 66 millones de años del Cenozoico se formaron basaltos, areniscas y sedimentos más jóvenes. El descubrimiento de petróleo en 1975 fue un factor importante en la segunda guerra civil sudanesa, que desembocó en la independencia en 2011. El país también posee oro, cobre, cobalto, zinc, hierro, mármol, piedra caliza y dolomita.
Las rocas más antiguas de Sudán del Sur son gneis precámbricos, metasedimentos y volcánicos básicos que forman la roca basal ígnea y metamórfica que subyace al país y está expuesta en un 40% de su superficie. Algunas rocas precámbricas pueden tener más de dos mil millones de años. Sin embargo, en la mayoría de los casos fueron reactivadas y alteradas en la orogenia neoproterozoica panafricana.
En el noroeste de Sudán del Sur, la arenisca mesozoica cretácea de Nubia recubre la roca basal. Gran parte del norte de Sudán del Sur se halla bajo profundas cuencas de rift petrolíferas, con rocas sedimentarias de hasta 13,7 kilómetros de espesor. En el Jurásico y el Cretácico se formaron pizarras, arcillas, areniscas y conglomerados lacustres. Los sedimentos aluviales formados en los últimos 2,5 millones de años del Cuaternario flanquean los principales ríos del norte, centro y este. La formación cenozoica Um Ruwaba cubre la mayor parte del centro y el este de Sudán del Sur y el basalto, también cenozoico, se encuentra cerca de la frontera con Etiopía.

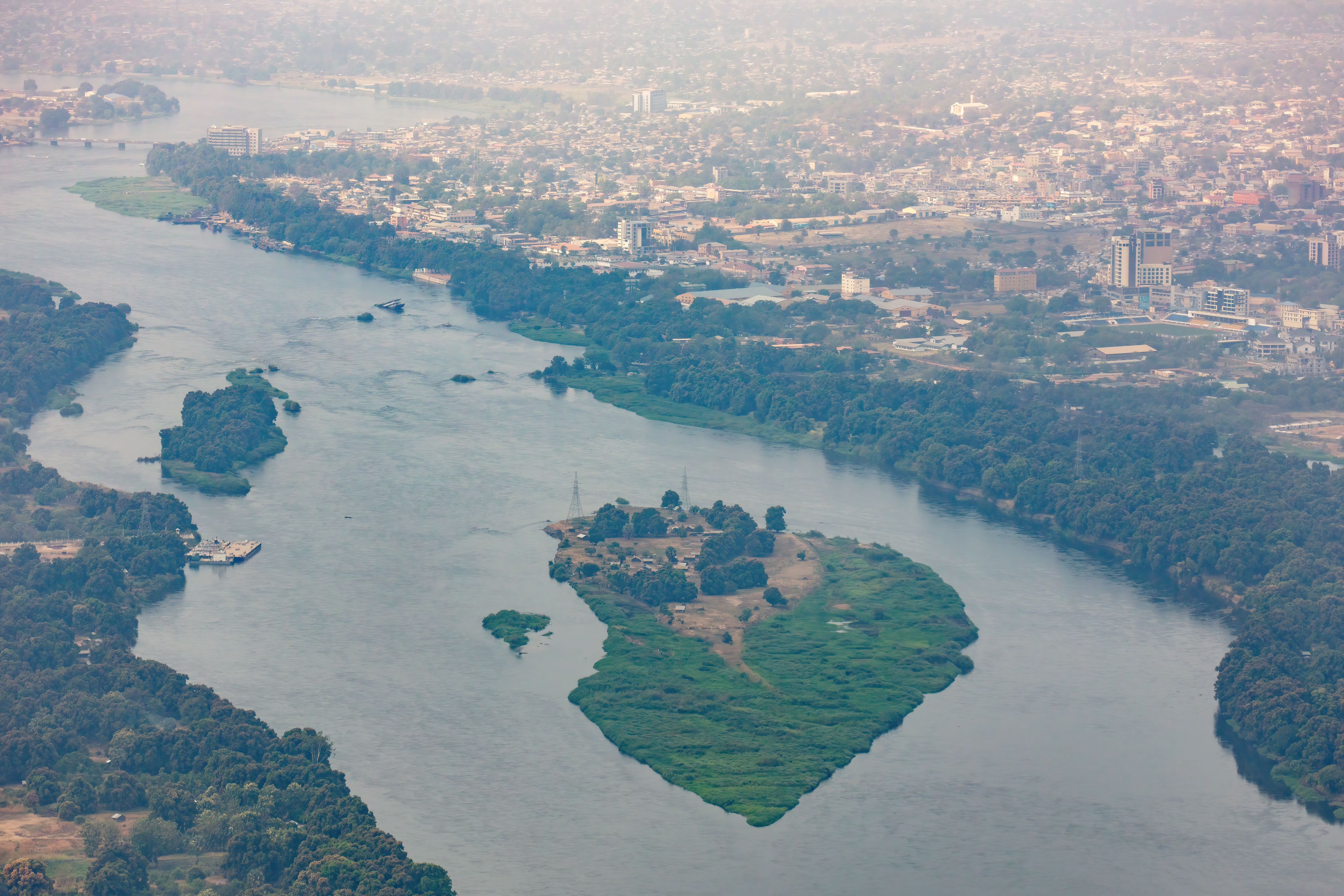
Vista de Kapoeta, Sudán del Sur

La mayor parte del suroeste de Sudán del Sur se halla bajo rocas del basamento precámbrico de baja productividad. Los acuíferos sedimentarios con flujo intergranular se encuentran en el noroeste, colindando con una amplia zona que abarca la mayor parte del norte y el centro del país con sedimentos aluviales no consolidados. Cerca de la frontera etíope se encuentran zonas modestas de fracturas volcánicas con una productividad de agua variable.
El oro aluvial es relativamente común en Sudán del Sur y suele extraerse mediante minería artesanal. El mineral de cobre y oro, asociado a minerales radiactivos, se encuentra en Hofrat Ennahas, en el estado occidental de Bahr El Ghazal, y ha sido explorado por grandes empresas como Billington.
Se han formado capas de bauxita de entre cuatro y 20 metros de espesor en laterita al este de Juba, al oeste de Wau y al oeste de Yambio. A menudo, una sección de mineral de hierro de 10 a 30 metros de espesor se superpone a la bauxita, sobre todo al oeste de Wau y cerca de la frontera entre la República Centroafricana y Sudán. Sudán del Sur también posee zinc, manganeso, plomo, níquel y cobalto. El país posee mármol, piedra caliza y dolomita, pero ninguna fábrica de cemento en activo. El mármol de Kapoeta se propone como fuente de cemento, para superar el elevadísimo precio de 640 dólares estadounidenses por tonelada de cemento importado.
Antes de la independencia de Sudán del Sur en 2011, Chevron Overseas Petroleum lanzó en 1975 una importante prospección de cuencas de rift no estudiadas en el interior de Sudán. La prospección reveló hasta 300.000 millones de barriles de petróleo alojados en secuencias sedimentarias de gran espesor en los estados de Heglig y Unity. El desarrollo de la industria petrolera fue uno de los principales factores de la segunda guerra civil sudanesa.

## Economía

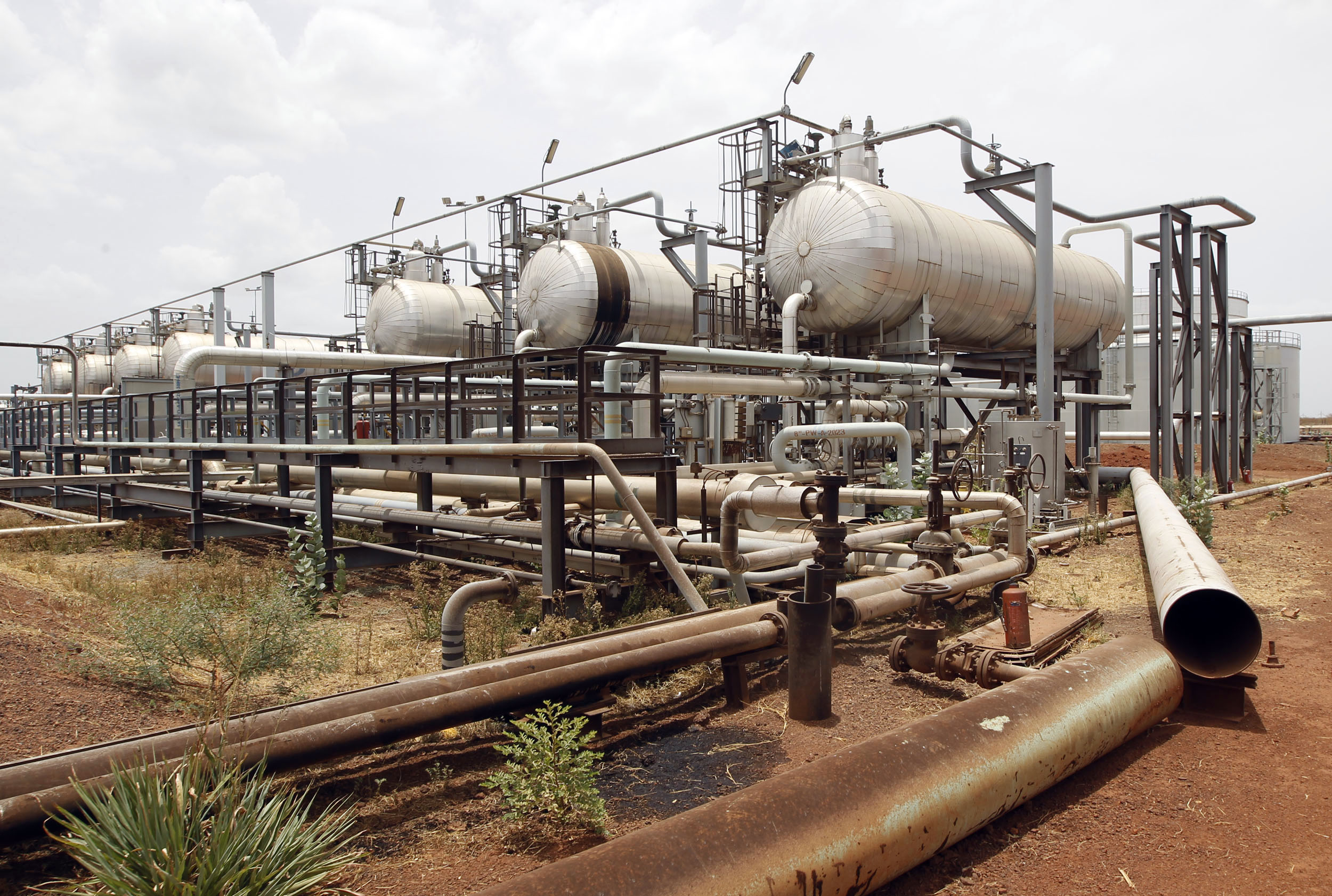
Centro de procesamiento de petróleo en Sudán del Sur

Sudán del Sur es uno de los países más pobres del mundo. Después de la guerra, la pobreza y el hambre se extendieron entre la población. La agricultura y sobre todo la ganadería se vieron severamente afectados, dependiendo de la oferta de ayuda de los países vecinos y de otras partes del país, los refugiados que regresaron se convirtieron en un problema.
Pese a su pobreza, el país tiene importantes recursos minerales, especialmente petróleo, y como consecuencia del resultado del acuerdo de paz de 2005 también participa en los beneficios de los mismos. Según un estudio del Banco Mundial con los ingresos del petróleo que se acumulan en el gobierno autónomo, sería suficiente para reducir la pobreza y mejorar las condiciones de vida de la población del Sudán meridional. El gobierno ha anunciado que en uso de su autonomía quiere utilizar los ingresos principalmente para el desarrollo de la agricultura y la infraestructura.

### Petróleo
Antes de la independencia, el sur de Sudán producía el 85 % del petróleo del país. Sin embargo, debido a que la zona sur no tenía acceso al mar, dependía del sector norte para poder exportar el producto. Tras la firma del acuerdo de paz de 2005, los ingresos por el petróleo fueron divididos en partes iguales entre ambos sectores. Así, el petróleo sursudanés tendría derecho a ser transportado por un oleoducto de más de 1500 km hasta llegar a las refinerías situadas en Puerto Sudán para luego ser exportadas a través de dicho puerto, situado en la costa del mar Rojo.

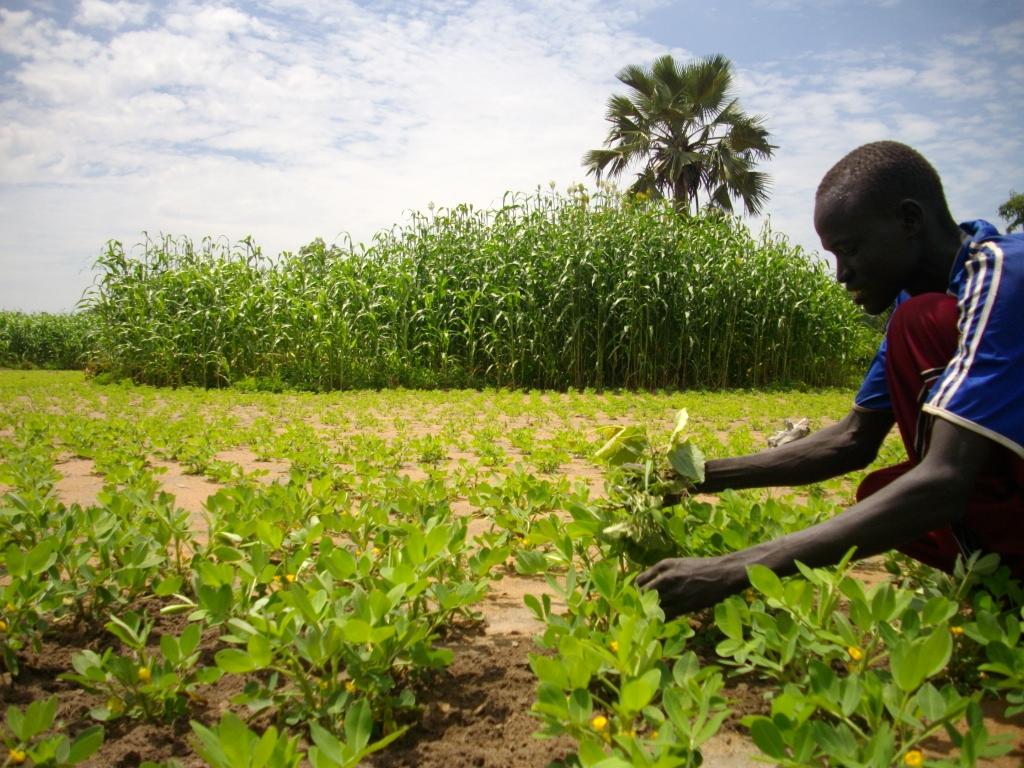
Un Agricultor trabajando en un campo de Sudán del Sur

Tras la independencia, ha habido discusiones sobre cómo adaptar el acuerdo de forma beneficiosa para ambos estados independientes. Los ingresos del petróleo constituyen más del 98 % del presupuesto del gobierno de Sudán del Sur. El petróleo y otros recursos minerales se pueden encontrar en todo Sudán del Sur, pero el Bentiu se conoce comúnmente como una región especialmente rica en petróleo, mientras que Jongeli, Warap y los estados de los lagos cuentan con reservas potenciales.

### Deuda
Sudán y Sudán del Sur comparten una deuda de aproximadamente 38 000 millones de dólares, los cuales se han ido acumulando a lo largo de las últimas cinco décadas. La nación se encuentra endeudada con 5300 millones de dólares a instituciones como el Fondo Monetario Internacional y el Banco Mundial, el resto de la deuda corresponde a numerosos actores externos que le han proporcionado préstamos monetarios, entre los que se encuentran los miembros del Club de París (alrededor de 11 000 millones de dólares) y miembros bilaterales del Club de París (alrededor de 13 000 millones de dólares)
El Club de París es un foro informal de acreedores oficiales y países deudores, entre sus miembros permanentes se encuentran Estados Unidos, Reino Unido, Alemania, Francia, Italia y  Canadá. También cuenta con el apoyo de acreedores bilaterales privados (bancos comerciales privados y proveedores de crédito privados) a quienes el país le debe aproximadamente 6000 millones de dólares.
A pesar de que se puede marcar una cifra aproximada del total de la deuda, no es posible hacer una medición precisa de ésta, ya que la nación aún no ha alcanzado un acuerdo con su vecino Sudán sobre la repartición de la deuda.

### Posible adhesión a la Comunidad Africana Oriental (CAO)
Los presidentes de Kenia y Ruanda invitaron al Gobierno Autónomo de la Región de Sudán del Sur para que solicitara una membresía a la comunidad a pesar de que no era una nación independiente. A partir de la independencia en el año 2011, Sudán del Sur se convirtió en un candidato oficial a la Comunidad. A comienzos de octubre de ese mismo año, la comunidad rectificó su solicitud y su posible adhesión en un futuro cercano.
Los analistas han señalado los esfuerzos tempranos de Sudán del Sur para hacer grandes obras de infraestructura, incluyendo líneas de ferrocarril y oleoductos e integrarlos con la infraestructura existente en Kenia y Uganda, lo que muestra el interés del gobierno sursudanés para disminuir su dependencia e influencia del gobierno de Sudán y enfocarse en el área de África Oriental. La agencia de noticias Reuters considera a Sudán del Sur como el candidato favorito de la CAO para su posible expansión a corto plazo. Un artículo en el diario tanzano "The Citizen" reportó que el portavoz de Asamblea Legislativa de la Comunidad Africana Oriental Abdirahin Haithar Abdi dijo que Sudán del Sur era "libre para unirse a la CAO" y aseguró que los analistas creen que el país pronto se convertirá en un miembro plena de la organización regional.
El 17 de septiembre de 2011, el Daily Nation citó un miembro del gobierno sursudanés que dijo que su país estaba ansioso por unirse a la CAO, la falta de desarrollo económico complicaría la libre competencia con los demás países miembros por lo que su posible adhesión se retrasaría, incluso declaró que el país podría convertirse en un "vertedero" para las importaciones de Kenia, Tanzania y Uganda. Lo que se contradice con el anuncio del presidente sursudanés Salva Kiir quien declaró que el país ya estaba comenzando su proceso de adhesión a la comunidad. También se han tomado en cuenta conflictos con los boda-boda ugandeses (es una forma de transporte que es similar a un bicitaxi) y con los de la capital Yuba y que eso había creado tensión entre ambos gobiernos, pero es mínima.

Asentamientos en pastizales inundados de la región de Sudd

### Turismo
Sudán del Sur, un país en el noreste de África, se convirtió en un país independiente en 2011. Tiene la segunda migración animal más grande del mundo y por lo tanto se considera un buen lugar para el ecoturismo, pero la falta de infraestructura para el turismo y los diversos conflictos que ha sufrido el país se consideran los desafíos para la industria del turismo en Sudán del Sur.
La industria del turismo representa una pequeña parte del PIB de Sudán del Sur, solo el 1,8% en 2013. Según un informe del Consejo Mundial de Viajes y Turismo, se espera que la contribución de los viajes y el turismo al PIB crezca al 4,1% para el año 2024. El Aeropuerto Internacional de Juba, el aeropuerto más grande de Sudán del Sur, se ha expandido de ninguna aerolínea internacional operando allí en 2005 a 32 operando allí en 2015. Sudán del Sur no tiene ningún hotel de cinco estrellas. El país solo tiene hoteles de dos o tres estrellas.

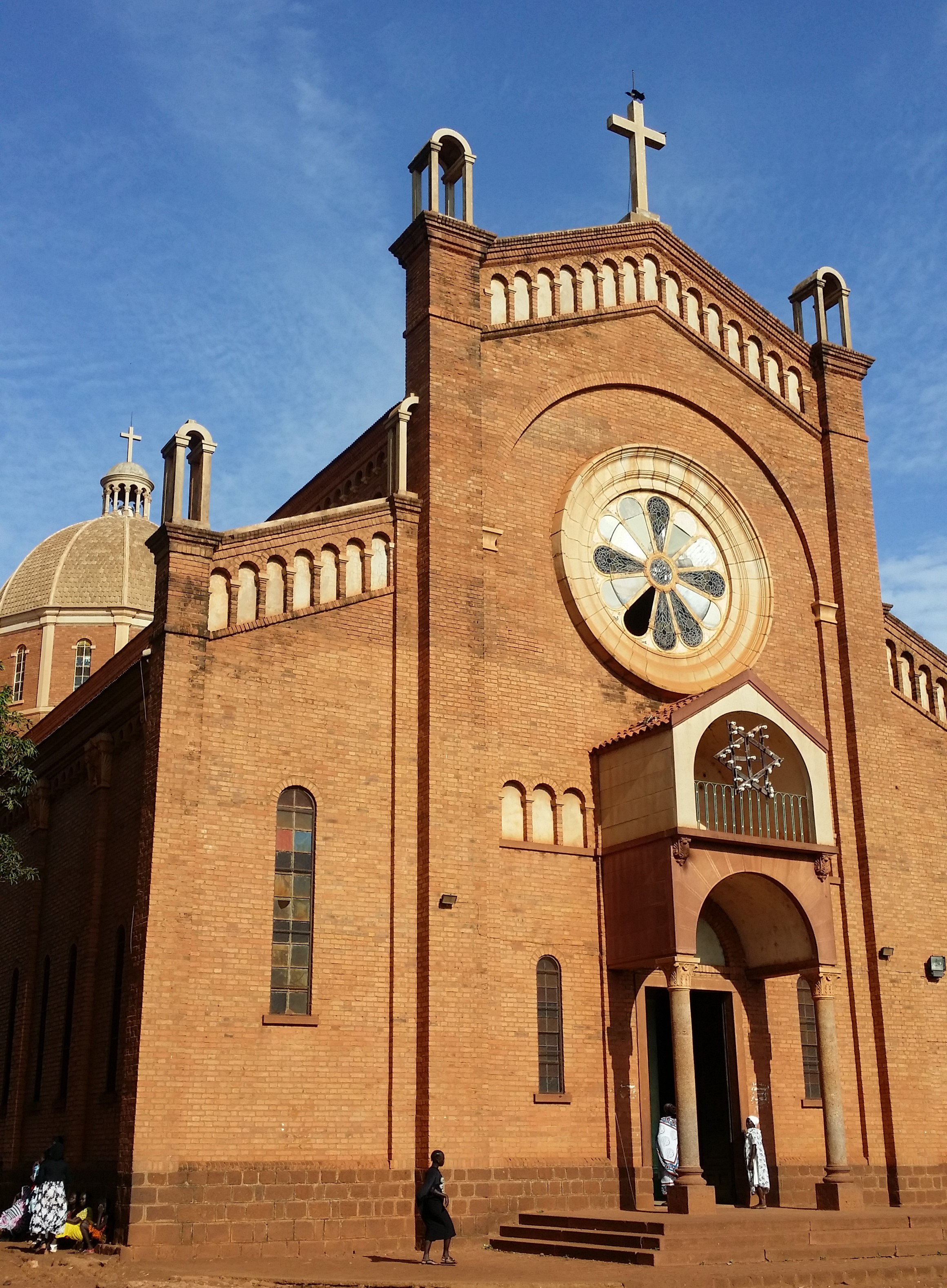
Catedral católica de Santa María en Wau, Sudán del Sur

El Departamento de Estado de los EE. UU.ha advertido a los ciudadanos estadounidenses sobre visitar Sudán del Sur debido a los continuos conflictos armados en el país. Según un aviso publicado en diciembre de 2015, la embajada de Estados Unidos en Sudán del Sur no puede proporcionar la asistencia necesaria a los ciudadanos estadounidenses dentro o fuera de Juba debido a la falta de infraestructura básica y las amenazas de seguridad fuera de la embajada. Los asesores canadienses y británicos también recomiendan evitar todos los viajes a Sudán del Sur y las zonas fronterizas, y también advierten sobre su incapacidad para proporcionar asistencia a sus ciudadanos en Sudán del Sur.
En Sudán del Sur no existe ningún lugar reconocido como Patrimonio de la Humanidad por la UNESCO. Sin embargo, cuenta con 14 parques nacionales/áreas protegidas y la segunda migración animal más grande del mundo. Según el Times of Malta, "Sudán del Sur tiene la segunda migración animal más grande del mundo, una migración épica de antílopes, pero no hay un solo turista que la vea".
El Parque Nacional de Boma con 22.800 kilómetros cuadrados es tan grande como Israel. Otros parques importantes son el Parque Nacional de Bandingilo (con 10.000 km² similar al tamaño de Jamaica), el Parque Nacional de Lantoto, el Parque Nacional de Nimule, el Parque Nacional de Shambe, el Parque Nacional del Sur (23.000 km² más grande que Eslovenia o El Salvador), etc. También hay varias reservas de caza, entre ellas la Reserva de Caza Ez Zeraf, la Reserva de Caza Ashana, la Reserva de Caza Bengangai, la Reserva de Caza Bire Kpatuos, la Reserva de Caza Chelkou, la Reserva de Caza Fanyikang, la Reserva de Caza Juba, la Reserva de Caza Kidepo, la Reserva de Caza Mbarizunga y la Reserva de Caza Numatina, entre otras. Sudán del Sur también es conocido por su vasta región pantanosa de Sudd, un área de 320 km de ancho y 400 km de largo. Es conocida por ser uno de los humedales más grandes del mundo y en él se pueden encontrar casi 400 especies de aves.

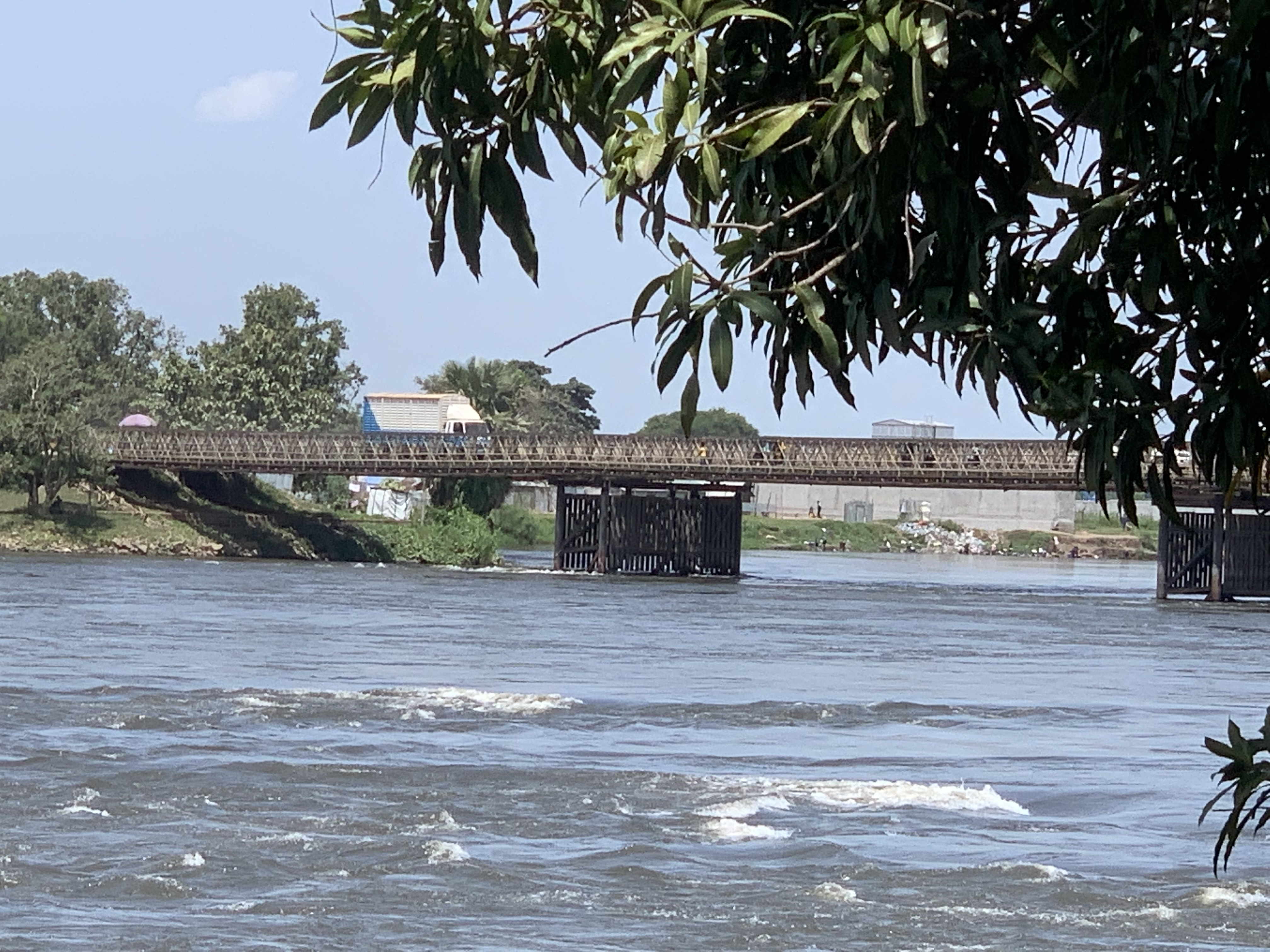
El Puente Juba

## Transporte
Sudán del Sur cuenta con una infraestructura de transporte escasa con tan solo unos 200 kilómetros de carreteras pavimentadas, estando el resto de las carreteras prácticamente sin pavimentar. La primera carretera pavimentada se inauguró en el año 2012, poco después de su independencia, entre Juba y Nimule, en la frontera con Uganda. En los últimos años, distintas compañías chinas están trabajando para la ejecución de nuevas carreteras pavimentadas. 
El país tiene 248 km de línea de ferrocarril de vía única entre la frontera sudanesa y la terminal de Wau. El ancho de vía es de 1067 mm (ancho del Cabo). Hay propuestas de ampliación de Wau a Yuba. También hay planes para enlazar la red de ferrocarril de Yuba con las de Kenia y Uganda.
El aeropuerto más utilizado y desarrollado de Sudán del Sur es el Aeropuerto Internacional de Yuba que cuenta con conexiones regulares internacionales a Entebbe, Nairobi, El Cairo, Addis Abeba y Jartum. El aeropuerto de Yuba es también la sede de la empresa Feeder Airlines. Otros aeropuertos internacionales son Malakal, con vuelos internacionales a Addis Abeba y Jartum, Wau, con un servicio semanal a Jartum y Rumbek, también con vuelos semanales a Jartum. Southern Sudan Airlines también atiende a Nimule y Akobo, cuyas pistas de aterrizaje están sin pavimentar. Hay varios aeropuertos más pequeños por todo Sudán del Sur, la mayoría de los cuales consisten en poco más que pistas de aterrizaje de tierra.

## Demografía

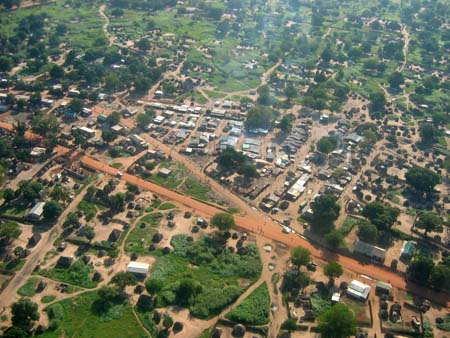
Vista aérea de la capital, Yuba.

Sudán del Sur tiene una población estimada de 11.483.374 habitantes para el año 2023, según los datos del Banco Mundial, siendo su tasa de crecimiento anual de 1,5%. La densidad de población es de 17,28 habitantes por kilómetros cuadrados. La esperanza de vida es baja, de 58 años, siendo de 60 años para las mujeres y de 56 años para los hombres. El país cuenta con una tasa de natalidad de 34 nacimientos por cada 1000 personas, mientras que la mortalidad infantil es de 63 por cada mil. La tasa de fertilidad es de 4,5 niños por mujer. Se trata principalmente de personas que se dedican a la vida rural y están dedicadas a una economía de subsistencia.
Este territorio ha sido duramente golpeado por las continuas guerras civiles. Esto trajo como resultado una falta de desarrollo de las infraestructuras, la destrucción y el desplazamiento: más de 2 millones de personas murieron y más de 4 millones han sido desplazados o son refugiadas por la guerra civil y sus consecuencias. Los dinka, cuya población se estima en unos tres millones de personas, constituyen la comunidad más numerosa de Sudán del Sur.
El país cuenta con una gran población joven, siendo el 45,43% de sus habitantes menor de 14 años, un 52,86% tienen entre 15 y 64 años, y solo un 2,1% de la población tiene más de 65 años. El 65,38% de la población tiene menos de 25 años.
El 8,25% de la población del país es inmigrante, proviniendo principalmente de Sudán (66,61% de los inmigrantes), Uganda (17,12%) y República Democrática del Congo (10,65%).
De acuerdo a estimaciones de 2025, las seis ciudades más pobladas de Sudán del Sur superaban los 120 000 residentes. Estas son: Yuba, la capital y ciudad más poblada (525 000 habitantes), Rumbek (181 732), Wau, (163 421), Malakal (143 412), Yei (128 880) y Yambio (123 673).

### Etnias

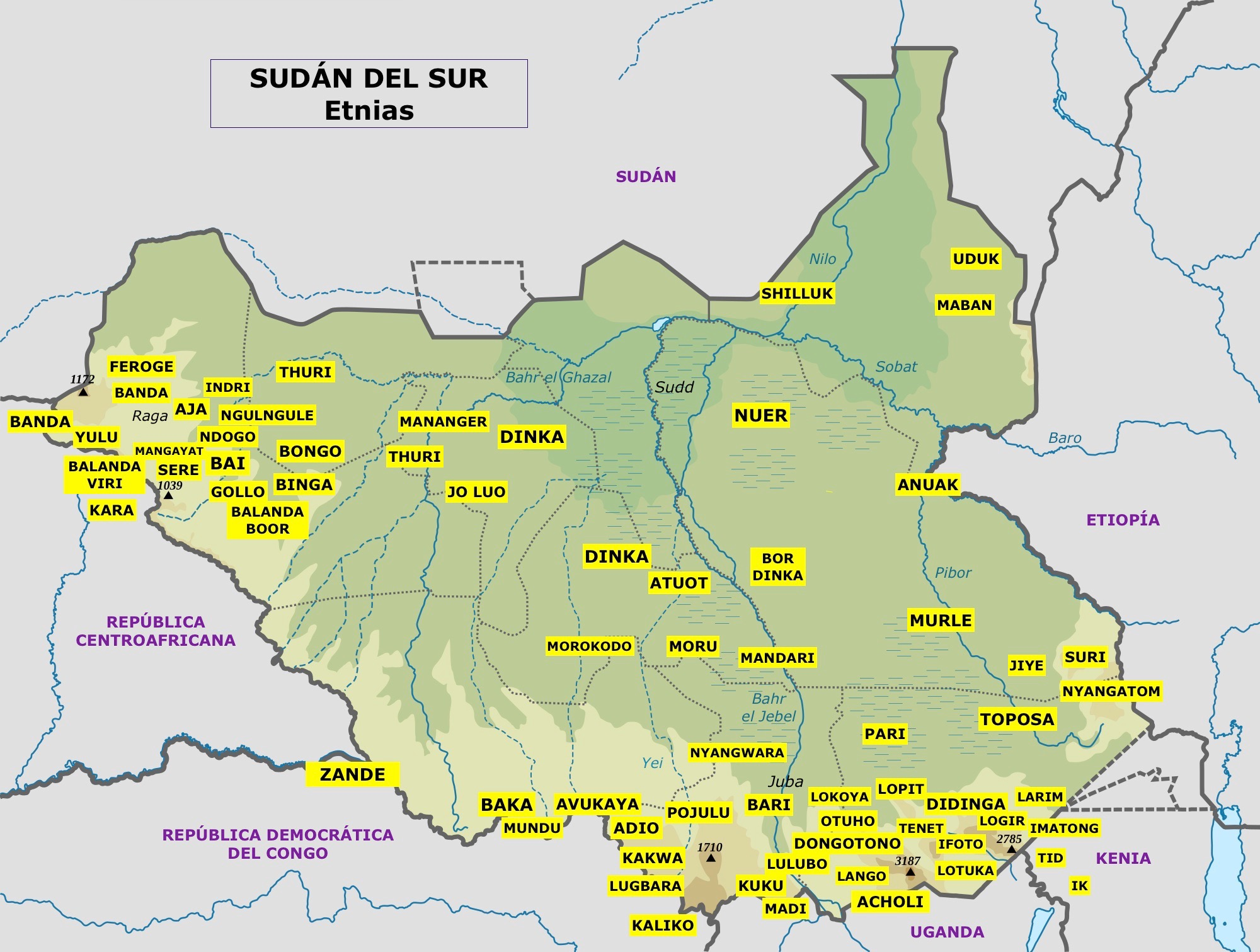
Distribución de las etnias de Sudán del Sur a lo largo del territorio.

Sudán del Sur es un país considerado multiétnico, debido a la gran cantidad de diferentes grupos étnicos que están presentes en el país. Los grupos étnicos pueden ser divididos en tres principales grupos: Nilóticos, Nilo-camitas o paranilóticos y sudánicos. En total, el país cuenta con más de 60 grupos étnicos diferenciados, que cuentan, a su vez, con distintos subgrupos, lo que hace que al menos haya unos 200 grupos tribales diferentes.
Los dinka son el grupo étnico principal del país. De origen nilótico, representan entre el 35% y el 40% de la población sursudanesa, distribuyéndose principalmente por el centro del país, en las riveras del Nilo Blanco. El segundo grupo étnico más importante del país son los Nuer, que representan alrededor del 15%, también de origen nilótico, mientras que el pueblo azande, localizados en el suroeste del país son el tercer grupo más numeroso. 
Otras etnias importantes del país son toposa, mundari, lopit, larim, didinga, lotuko o murle, entre otras. Estas etnias de menor tamaño poblacional se localizan principalmente en el oeste y sureste del país, mientras que el centro del país es dominado por las dos principales etnias, dinka y nuer.

### Idiomas
Sudán del Sur tiene muchos más grupos tribales y lenguas que su vecino del norte. La lengua de la educación y los asuntos de gobierno es el inglés, que fue aprobado como idioma oficial para el sur de Sudán en 1928 y reconocido como idioma principal en el entonces sur de Sudán a finales de 1980. La actual Constitución de 2011, si bien reconoce a todos los idiomas nativos del país con el carácter de lenguas nacionales, establece al inglés como idioma de trabajo del gobierno y de instrucción en todos los niveles educativos.

"Todas las lenguas indígenas de Sudán del Sur son lenguas nacionales"

"El inglés será el idioma oficial de trabajo en la República de Sudán del Sur, así como la lengua de enseñanza en todos los niveles de la educación."

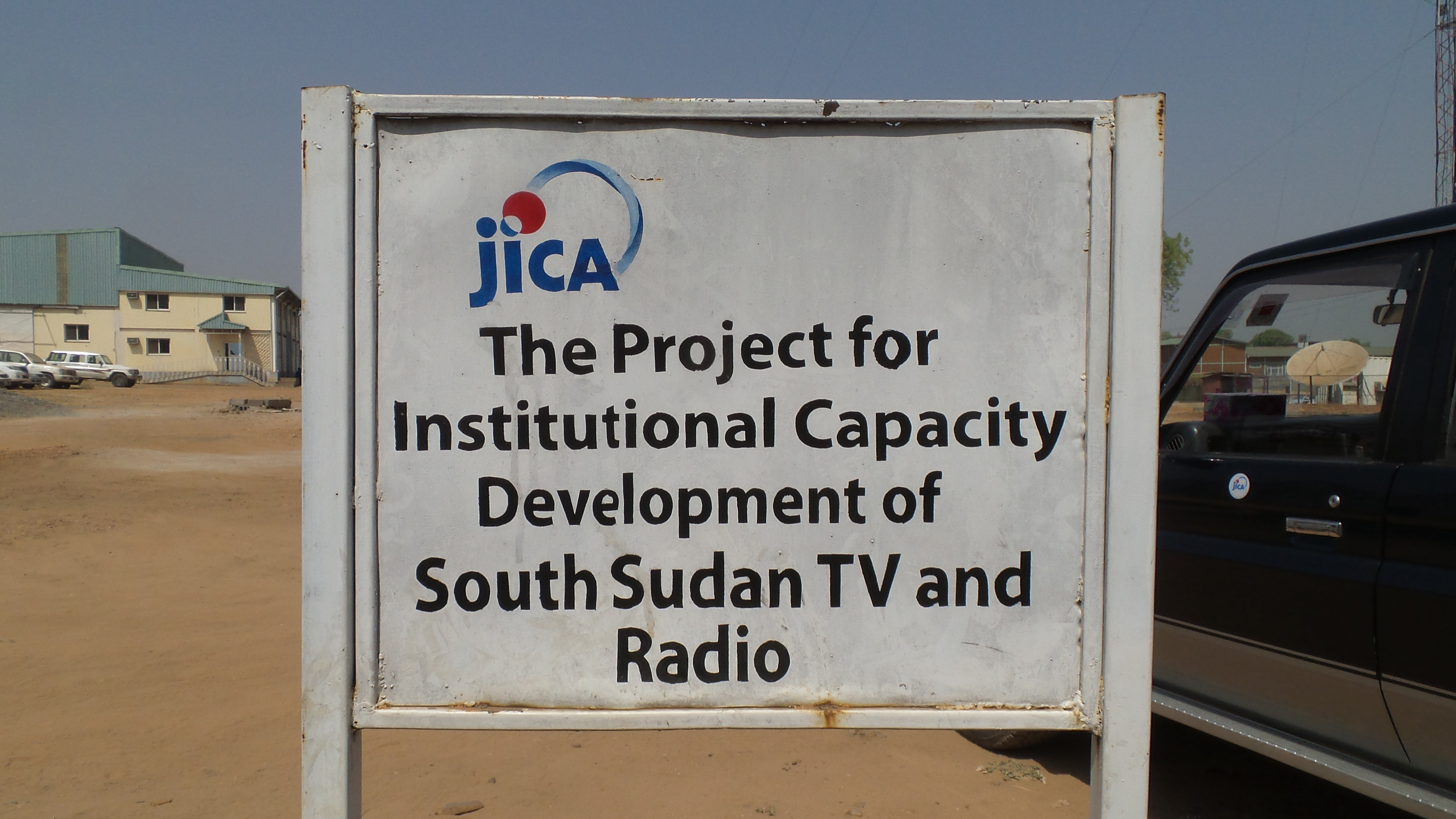
Un cartel escrito en inglés en las calles de Yuba

El distintivo árabe Yuba, un pidgin desarrollado en el siglo XIX entre los descendientes de los soldados sudaneses, originarios principalmente de la tribu bari, es una amplia lingua franca utilizada en Sudán del Sur junto con el inglés. Otros idiomas hablados son lenguas africanas como el dinka (3 000 000 hablantes), el idioma nuer (1 400 000 hablantes) y Pojulu (1 200 000 hablantes).
Un grupo de refugiados sursudaneses que fueron criados en Cuba durante la guerra de Sudán, que suman unos 600, también hablan con fluidez español. Se les conoce en Sudán del Sur como "los cubanos", y la mayoría se habían establecido en Cuba en el momento de la independencia del país.

### Religión

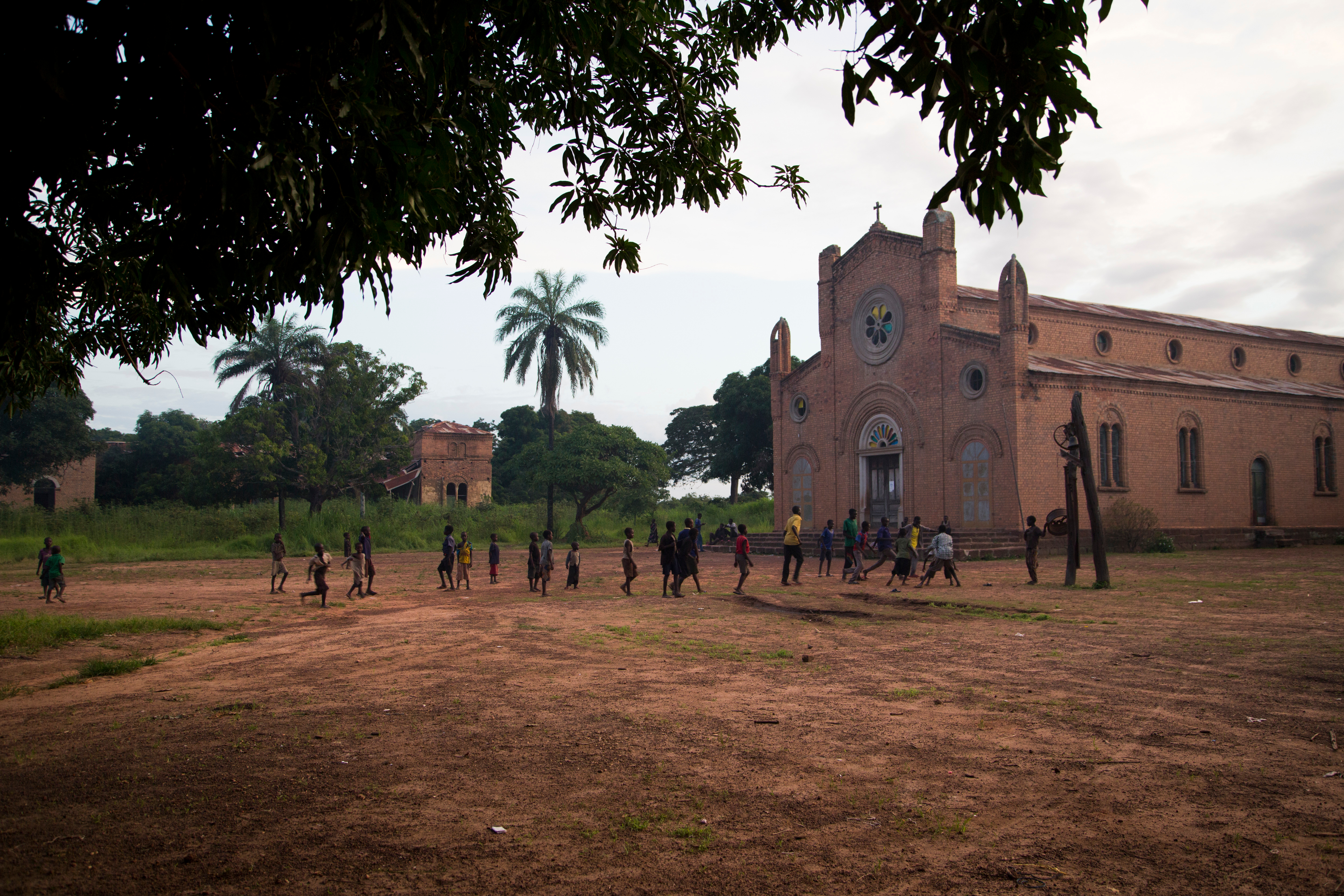
Iglesia católica en Deim Zubeir, Sudán del Sur

Los sursudaneses en el pasado practicaban una religión tradicional animista predominantemente y el cristianismo era en ese entonces una religión muy minoritaria en el país, representada por los adherentes a la Iglesia Copta, confesión mayoritaria de la vecina Etiopía. Sin embargo, en el censo de 2011 y en muchos estudios sobre la religión del país, se sostiene que cerca del 70 % de la población profesa el cristianismo. De éstos, el 36 % pertenecen a la Iglesia católica, un 20 % pertenece a la Iglesia Anglicana del Sudán, mientras que el resto se divide entre pertenecientes a la Iglesia Copta y a iglesias protestantes. Para explicar esto no se puede dejar de mencionar la labor de Daniel Comboni y otros misioneros en la zona. Con respecto a otras religiones, una minoría del 3-5 % profesa el islam y el resto, cerca del 20 % de la población practica las religiones tradicionales basadas en creencias animistas.
La Constitución Transitoria garantiza la separación entre la iglesia y el estado, la libertad de religión, y la igualdad entre todas las creencias.

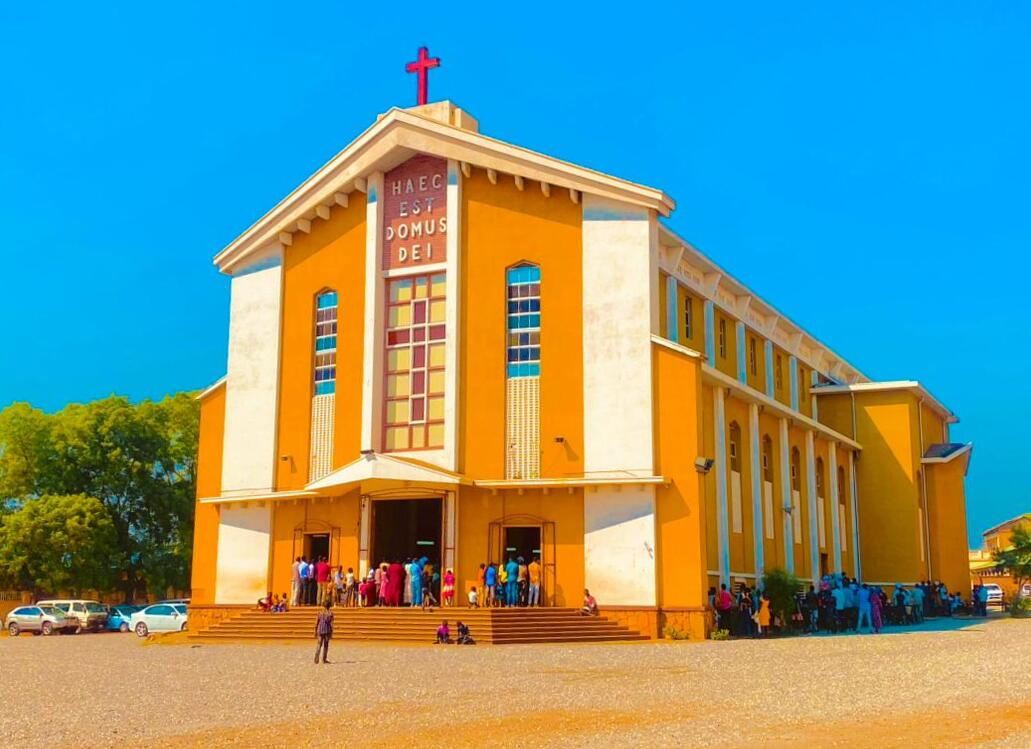
Catedral de Santa Teresa en Yuba

Según la Enciclopedia Cristiana Mundial, la Iglesia Católica es el mayor organismo cristiano en Sudán desde 1995, con 2,7 millones de católicos concentrados principalmente en Sudán del Sur. La Iglesia Episcopal de Estados Unidos afirma la existencia de un gran número de adeptos anglicanos de la Iglesia Episcopal de Sudán, con 2 millones de miembros en 2005. La Iglesia Presbiteriana de Sudán es la tercera denominación más importante en Sudán del Sur. Cuenta con cerca de un millón de miembros en 500 congregaciones en 2012.
Un informe del 18 de diciembre de 2012 sobre la religión y la vida pública elaborado por el Centro de Investigación Pew afirma que, en 2010, el 60,5% de la población de Sudán del Sur era cristiana, el 32,9% era seguidora de la religión tradicional africana y el 6,2% era musulmana. Algunos editores describieron los conflictos anteriores a la partición como una guerra entre musulmanes y cristianos, pero otros rechazan esta noción, afirmando que los bandos musulmán y cristiano a veces se solapaban.
En un discurso pronunciado en la catedral de Santa Teresa de Yuba, el presidente sursudanés Kiir, miembro de la Iglesia católica, dijo que Sudán del Sur sería una nación que respetaría la libertad de religión. Entre los cristianos, la mayoría son católicos o anglicanos, aunque también hay otras confesiones activas, y las creencias animistas suelen mezclarse con las cristianas.

### Educación

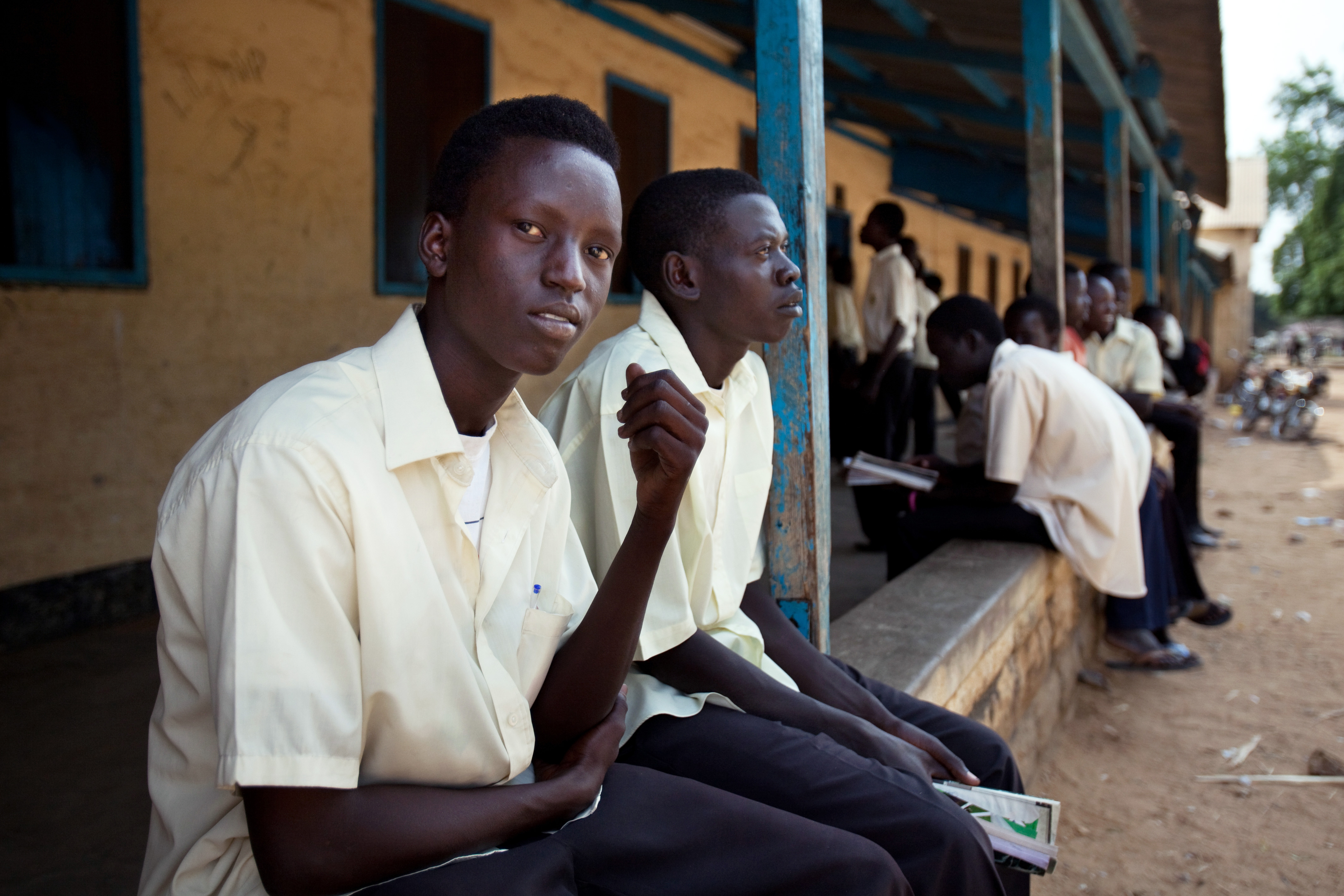
Estudiantes en una Escuela Secundaria de Sudán del Sur

La educación en Sudán del Sur sigue el mismo sistema educativo que utiliza la República de Sudán. La educación primaria comprende ocho grados, seguidos por tres años de educación secundaria y posteriormente cuatro años de instrucción universitaria. El "sistema 8 + 3 + 4" se implementó desde 1990. A diferencia de su vecino del norte, el idioma utilizado en todos los niveles es el inglés, no el árabe. La gran mayoría de los maestros anglófonos que laboran en los campos científicos y tecnológicos son bastante jóvenes.
La reciente Guerra Civil de Sudán del Sur de 2013, que dio lugar a la división del estado de Sudán, se remonta a la segunda guerra civil sudanesa, que fue un conflicto nacional entre la administración dirigente del norte, de mayoría musulmana y árabe, y la del sur, cristiana y africana. Con los limitados servicios sociales destruidos, cientos de desplazados y las instalaciones educativas cerradas, las consecuencias para la educación aumentaron considerablemente. Estas consecuencias se extendieron a las operaciones de socorro, ya que encontrar personas con un nivel adecuado de escolarización y educación para formarlas como personal sanitario de socorro se hizo más difícil con el tiempo. Después de 5 años, en 1998, surgieron un total de 900 escuelas en zonas rurales propiedad del Ejército Popular de Liberación de Sudán en el sur de Sudán. Estas escuelas fueron facilitadas por las comunidades locales y guiadas por las alas de socorro de la Asociación de Socorro y Rehabilitación de Sudán (SRRA) y la Asociación de Socorro de Sudán del Sur (RASS).
Hasta 1993, el apoyo prestado a las escuelas en la mayoría de las zonas del sur de Sudán fue muy limitado. Aunque algunas ONG individuales, así como UNICEF, ofrecieron algunos materiales de formación para las clases, la mayoría de los esfuerzos externos de desarrollo estaban descentralizados. Como consecuencia, se creó el Comité de Coordinación Educativa (CCE) de la Operación Supervivencia en Sudán (OLS) en el sur de Sudán para consolidar los diversos esfuerzos no sólo para mejorar la educación en las zonas controladas por el SPLA en el sur de Sudán, sino también para apoyar las estructuras educativas existentes bajo el SRRA y el RASS. Las prioridades del CCE se centraron en el desarrollo del profesorado y se resumen a continuación:

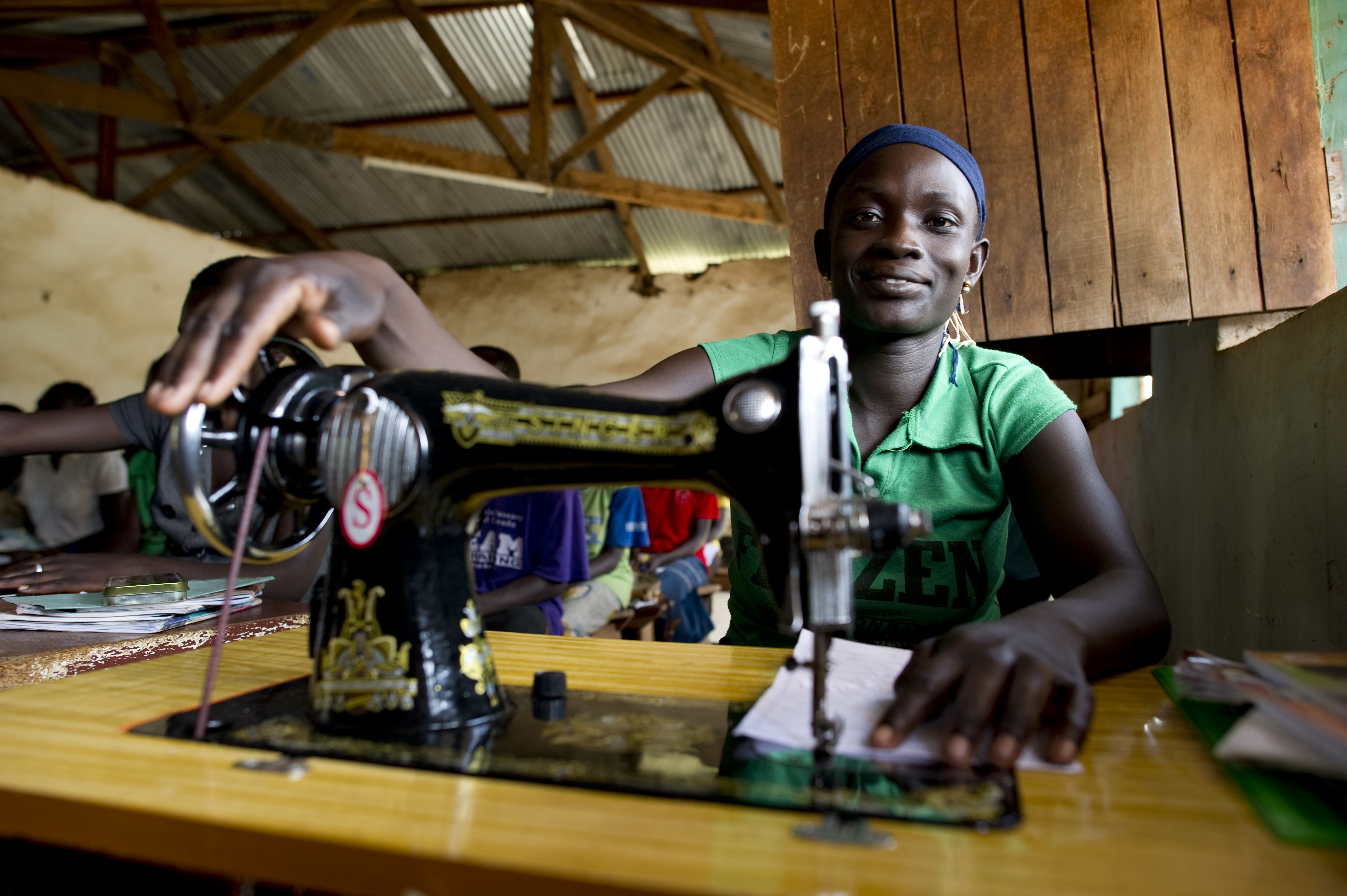
Una mujer en Sudán del Sur recibe un Curso de Sastrería en el Centro de Formación Profesional de Yei, con ayuda económica de Noruega

- Una mujer en Sudán del Sur recibe un Curso de Sastrería en el  Centro de Formación Profesional de Yei, con ayuda económica de NoruegaAumentar el nivel educativo de los profesores y complementarlo con formación profesional. Esto contribuyó a centrar la atención en la formación del profesorado y no sólo en su capacitación.[118]
- Mejorar la calidad de la educación y la formación. El deseo de invertir en esta mejora surgió de la constatación de que los profesores que habían recibido una formación adecuada en iteraciones anteriores eran capaces de resurgir y contribuir incluso después del desplazamiento geográfico y se adaptaban mejor a la volatilidad de la región que amenazaba la estabilidad y la coherencia de la educación e incluso la destrucción física.
- Dirigir la atención de los profesores hacia cuestiones importantes como la salud, la educación femenina y las necesidades psicosociales de los alumnos es significativo para el desarrollo después de un conflicto.

Según la UNESCO, en 2017, el número de analfabetos mayores de 15 años constituía más del 70% de la población de Sudán del Sur. Los problemas son especialmente graves para las niñas. Según la Encuesta de Salud de los Hogares de Sudán del Sur de 2010, la tasa de alfabetización de las mujeres en todo el país sigue siendo del 13,4 por ciento. Según UNICEF, menos del uno por ciento de las niñas completan la educación primaria. Uno de cada cuatro estudiantes es una niña, y Sudán del Sur mantiene la tasa de analfabetismo femenino más alta del mundo. Se calcula que más de un millón de niños que cumplen los requisitos para asistir a la escuela primaria no están matriculados, y la matriculación en secundaria es incluso inferior al 10% entre los que cumplen los requisitos.

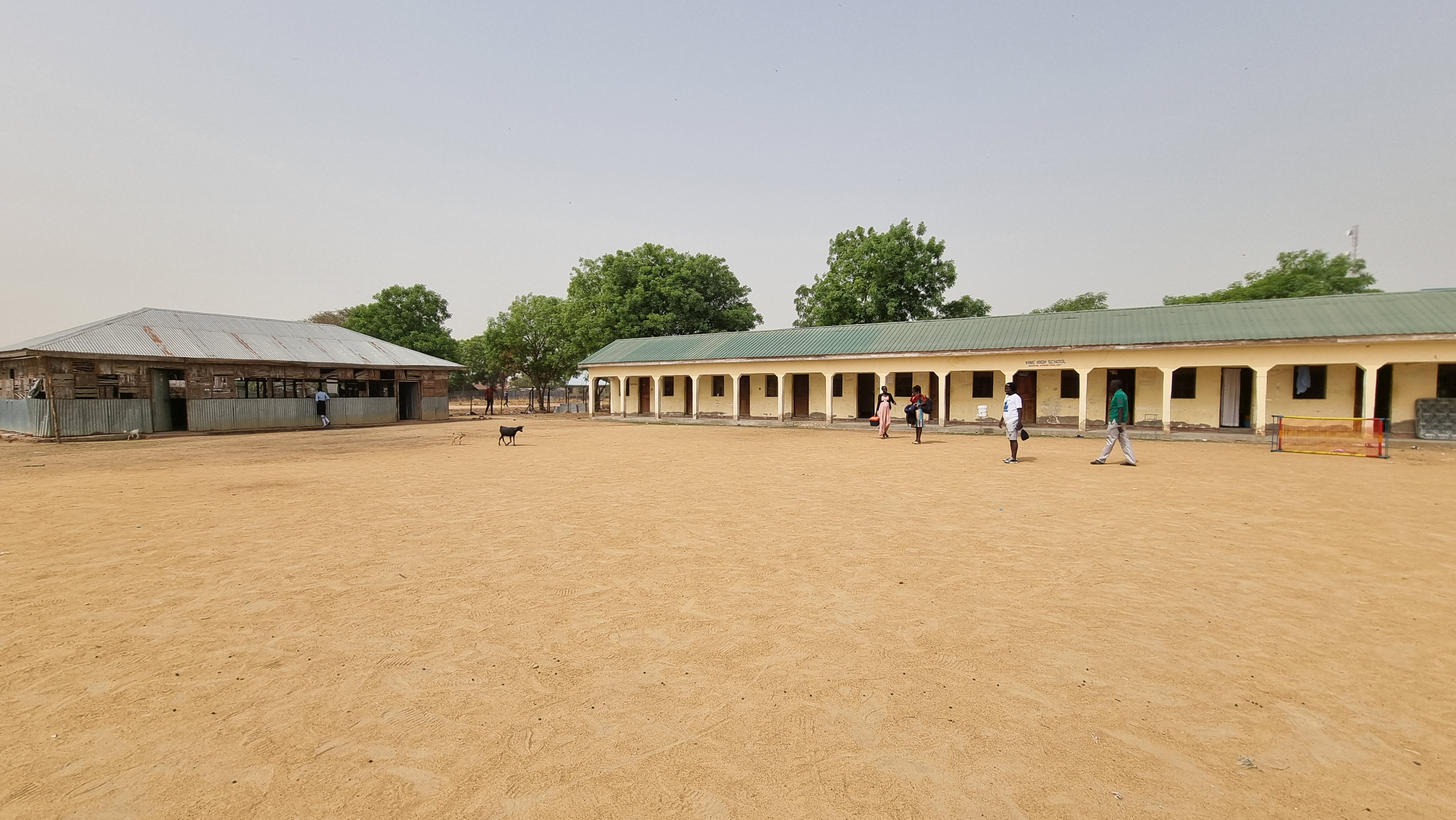
Una Escuela Secundaria en Bor al este de Sudán del Sur

La enseñanza secundaria consta de cuatro cursos: 9.º, 10.º, 11.º y 12.º En secundaria, las asignaturas de ciencias que se imparten son química, biología, física y matemáticas. Las asignaturas artísticas que se imparten son geografía, comercio, lengua inglesa, literatura inglesa e historia, entre otras. Los alumnos de secundaria deben tener entre 14 y 18 años, pero muchos se matriculan a una edad superior a la media. La tasa de abandono escolar en secundaria es especialmente alta, debido al absentismo escolar entre los chicos y al embarazo entre las chicas.
En julio de 2011, Sudán del Sur contaba con doce universidades, siete de ellas públicas y cinco privadas. Las autoridades calculan que unos veinticinco mil estudiantes se han matriculado en las cinco universidades públicas. Queda por ver cuántos estudiantes acuden al campus, ahora que todas las universidades del país se encuentran realmente en Sudán del Sur, y no en Jartum.
El gobierno paga la comida y proporciona alojamiento a los estudiantes. El exministro de Educación Superior, Joseph Ukel, dijo en su momento que encontrar espacio suficiente era uno de los retos a los que se enfrentaban las universidades. Otro problema es el dinero. Ukel dijo que el presupuesto propuesto por el Gobierno sursudanés para 2011 no incluía dinero alguno para las universidades. Luego está el problema de los profesores. Casi el setenta y cinco por ciento de los profesores son sudaneses. No es probable que se trasladen a Sudán del Sur para seguir enseñando en sus antiguas universidades, ahora que Sudán del Sur se ha separado de Sudán.

### Diáspora

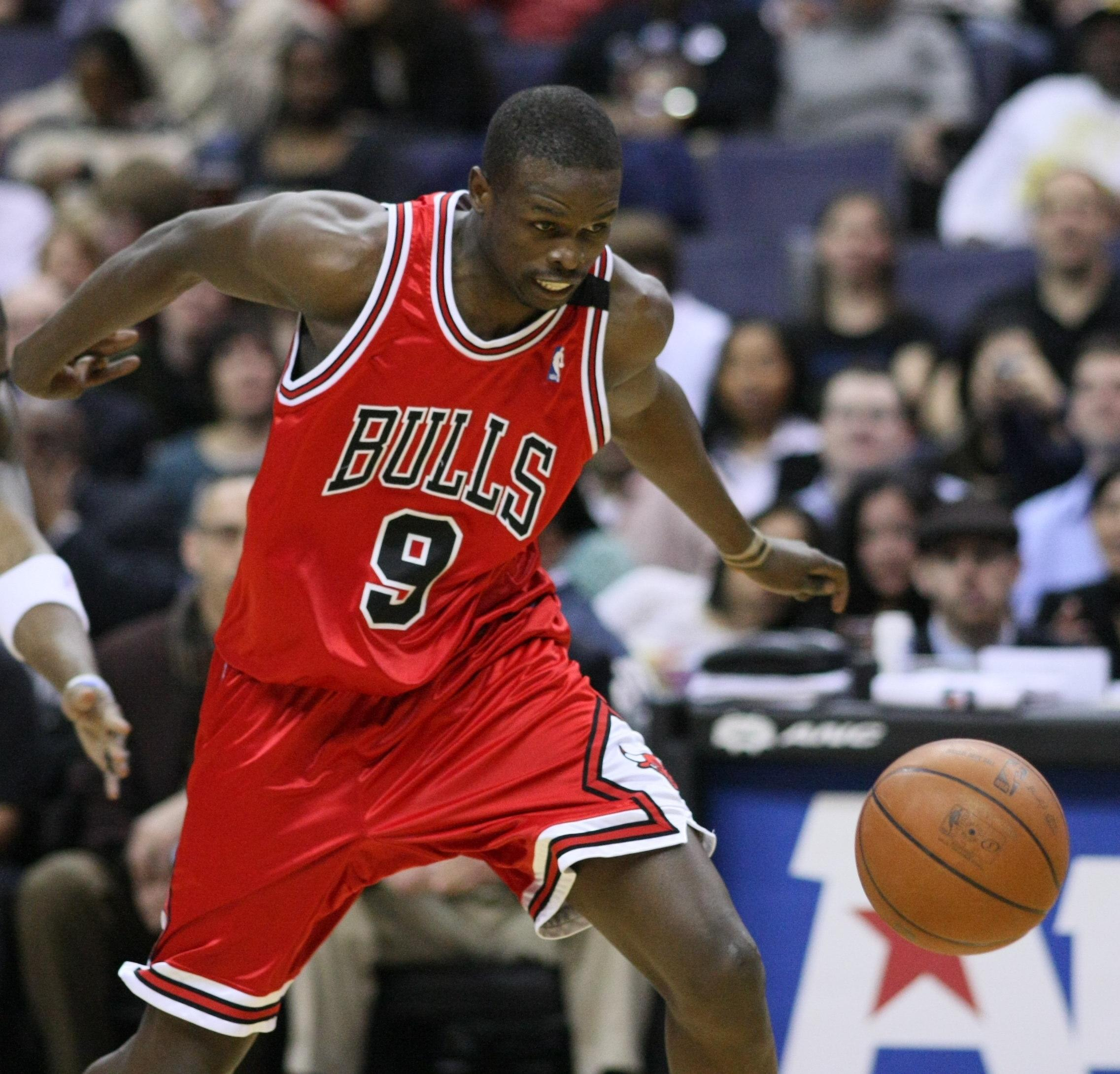
Luol Deng, jugador de la NBA, nació en Wau, en Sudán del Sur.

La diáspora sursudanesa está formada por ciudadanos de Sudán del Sur que residen en el extranjero. 
El número de sursudaneses fuera de Sudán del Sur ha aumentado considerablemente desde el comienzo de la lucha por la independencia de Sudán. Alrededor de medio millón de sursudaneses han abandonado el país como refugiados, ya sea de forma permanente o como mano de obra temporal, lo que ha dado lugar al establecimiento de la población de la diáspora sursudanesa.
En 2022, el ACNUR estimaba que había 2,4 millones de refugiados bajo su mandato originarios de Sudán del Sur, lo que convertía al país en la quinta fuente de refugiados.
Las mayores comunidades de la diáspora sursudanesa se encuentran en América del Norte, Europa Occidental y Oceanía, principalmente están en Estados Unidos, Canadá, Reino Unido y Australia, y existen pequeñas comunidades en España, Italia, Alemania, Suecia y Nueva Zelanda.
La activista Achol Jok Mach ha hablado sobre su experiencia al crecer en la diáspora en Cuba y Canadá y sobre cómo afectó a su identidad: «Sólo me dijeron: «Eres sursudanesa»... Sólo mucho más tarde supe que era dinka".
Los sureños residentes en Darfur tuvieron la oportunidad de votar en el referéndum desde colegios electorales especiales, ya que algunas tribus abogaban por la unidad y otras apoyaban la separación, con un posible precedente ominoso para el propio Darfur. También se habilitaron colegios electorales en ocho países con gran población sursudanesa: Australia, Canadá, Egipto, Estados Unidos, Etiopía, Kenia, Reino Unido y Uganda. En Estados Unidos, donde se calcula que residen entre 25.000 y 50.000 sursudaneses, se abrieron colegios electorales en ocho estados: Virginia, Massachusetts, Illinois, Texas, Tennessee, Nebraska, Arizona y Washington. En las ciudades canadienses de Calgary y Toronto se instalaron colegios electorales similares para atender a la población sursudanesa; se calcula que en Canadá viven entre 40.000 y 50.000 sudaneses de los cuales unos 2.200 se habían inscrito para votar en alguna de las dos ciudades.
Algunos sursudaneses canadienses llamaron  a boicotear el referéndum, acusando a la Organización Internacional para las Migraciones, encargada de gestionar la votación en ese país, de «estar influida por el gobierno de Jartum». El periodista Mading Ngor, de The New Sudan Vision, residente en Calgary, tachó estas afirmaciones de «teoría de la conspiración» y añadió: «Aquí hay una comunidad muy fragmentada por líneas tribales» Aunque más del 99% de los habitantes del sur votaron a favor de la independencia, el 42% de los que vivían en el norte en aquel momento votaron a favor de la unidad.

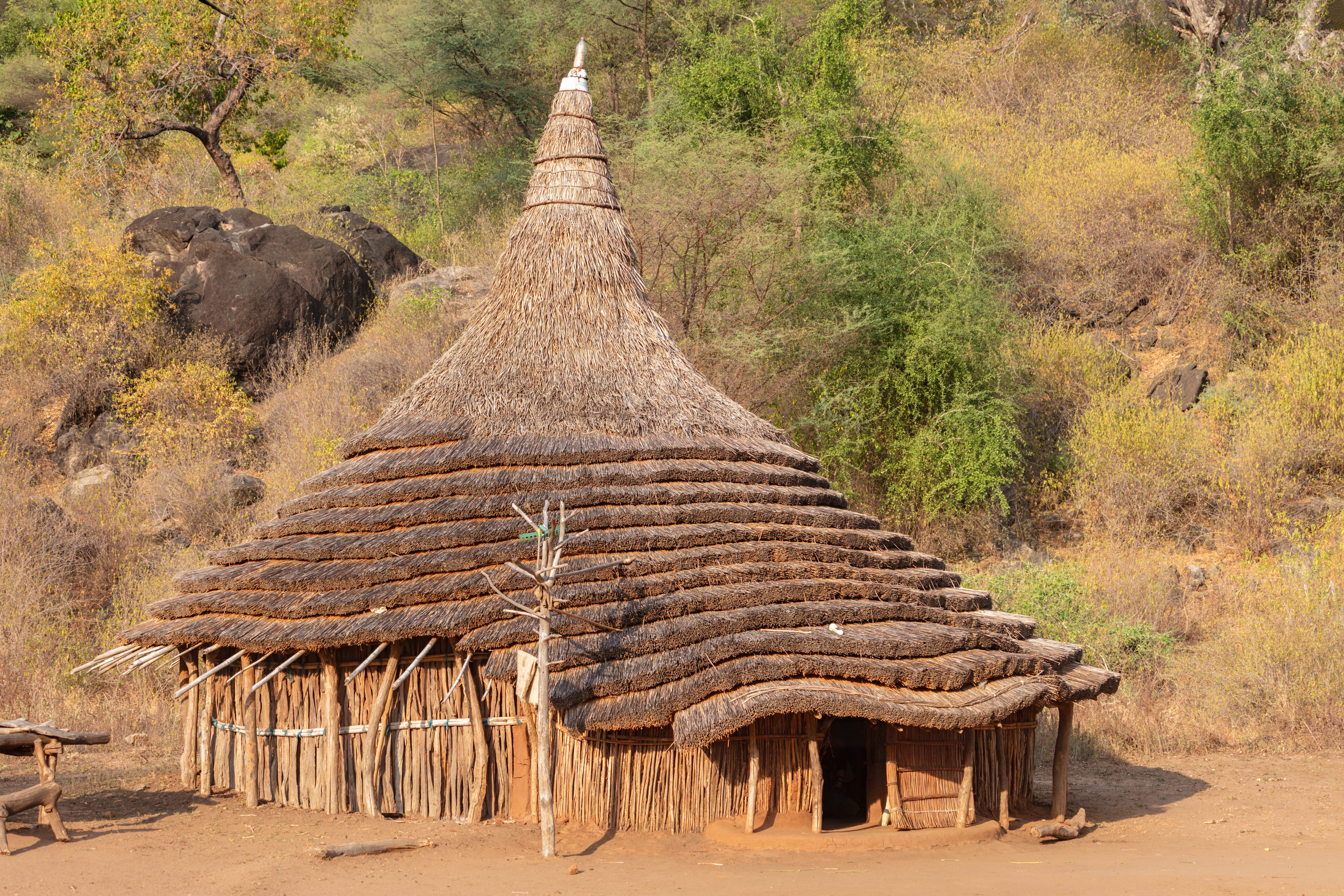
Cabaña tradicional en Kimotong, Sudán del Sur

## Cultura
Debido a la guerra civil, la cultura de Sudán del Sur está fuertemente influenciada por las naciones vecinas. Muchos sursudaneses emigraron a Etiopía, Kenia y Uganda donde interactuaron con los locales y adoptaron su idioma y su cultura. Aquellos que permanecieron dentro de las fronteras, o bien, se mudaron hacia el norte a Sudán y Egipto, asimilaron en gran parte la cultura árabe.
Vale la pena destacar que la mayoría de los sursudaneses mantuvieron la esencia de su cultura en el exilio y la diáspora. La gente inculca la cultura tradicional y se le presta gran atención al conocimiento del origen de las personas y sus dialectos. Aunque los idiomas más hablados son el árabe Yuba y el inglés, se está introduciendo el suajili dentro de varios sectores de la población para mejorar las relaciones internacionales con su vecinos de África Oriental.

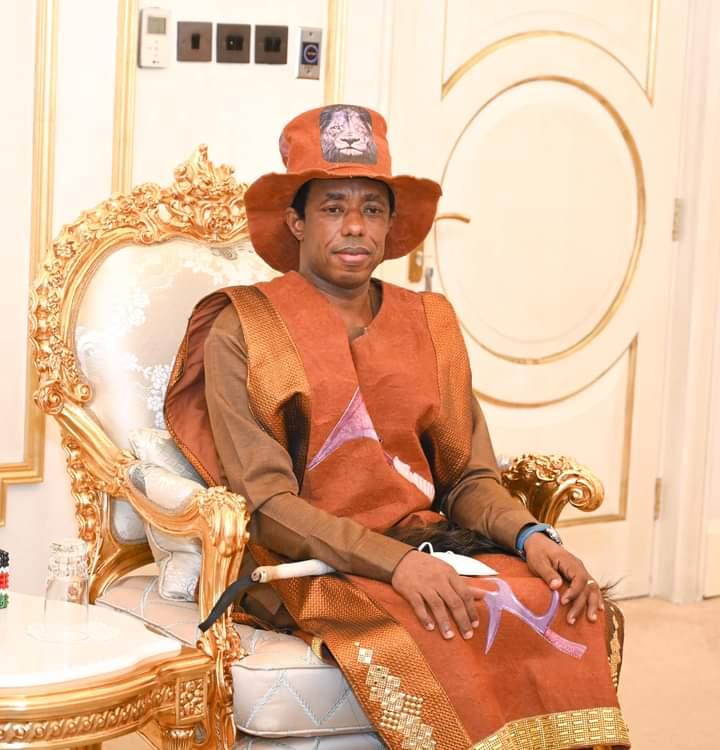
El Rey Atoroba Peni, monarca del Reino tradicional de Azambe dentro de la República de Sudán del Sur.

### Música
Muchos artistas musicales del Sudán del Sur utilizan el inglés, el suajili, el árabe de Juba, su idioma africano o una mezcla de todos ellos. Entre los artistas más populares se encuentran Barbz, Yaba Angelosi, De Peace Child, Dynamq y Emmanuel Kembe. Los géneros musicales más extendidos son el afro-beat, R&B, zouk, reggae y folk. Emmanuel Jal es un artista musical sursudanés que se ha abierto camino a nivel internacional con su forma única de hip-hop y un mensaje positivo en sus letras. Es un músico que en su infancia fue un niño soldado. Recibió buenas críticas de radiodifusión y de discos en el Reino Unido. También ha participado en conferencias organizadas por TED.

### Medios de Comunicación
Mientras el exministro de Información, Barnaba Marial Benjamin, prometía que Sudán del Sur respetaría la libertad de prensa y permitiría el acceso sin restricciones de los periodistas al país, el redactor jefe del periódico The Citizen, de Juba, afirmaba que, a falta de una ley oficial de medios de comunicación en la incipiente república, él y su personal han sufrido abusos a manos de las fuerzas de seguridad. Esta supuesta limitación de la libertad de prensa se atribuyó en un reportaje de Al Jazeera a la dificultad que ha tenido el SPLM para reformarse como gobierno legítimo tras años de encabezar una rebelión contra el gobierno sudanés. 
El Citizen es el periódico más importante de Sudán del Sur, pero la escasez de infraestructuras y la pobreza han hecho que su plantilla sea relativamente reducida y han limitado la eficacia tanto de sus informaciones como de su difusión fuera de Juba, sin oficinas de noticias especializadas en los estados periféricos y con periódicos que a menudo tardan varios días en llegar a estados como Bahr el Ghazal septentrional. En mayo de 2020, se creó South Sudan Friendship Press, el primer sitio web de noticias en línea del país Nile citizens se presenta como el sitio web de noticias comprometido del país.

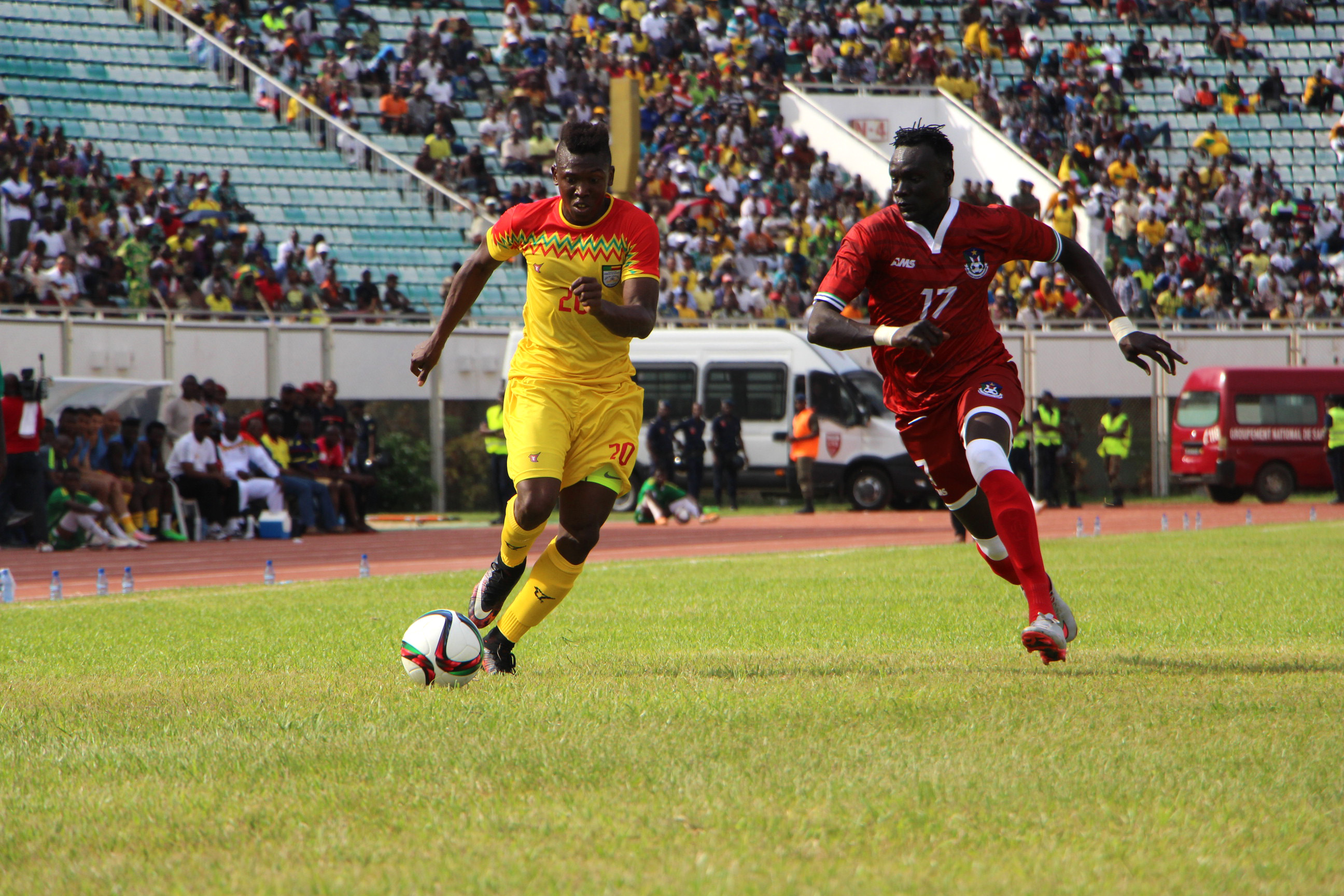
Partido entre las selecciones de fútbol de Benín y Sudán del Sur

## Deporte
En Sudán del Sur son muy populares muchos juegos tradicionales y modernos y el deporte en general, en particular la lucha libre y simulacros de batallas. Los deportes tradicionales se practicaban sobre todo después de las temporadas de cosecha para celebrar el fin de las estaciones agrícolas. Los luchadores eran generalmente fuertes, con hombres jóvenes bien formados. Los partidos atrajeron a un gran número de espectadores que cantaban, tocaban la batería y bailaban en apoyo de sus luchadores favoritos. Aunque esto fue percibido como una competencia, era principalmente para el entretenimiento.
En la era moderna, algunos sursudaneses se han destacado en el deporte internacional. Luol Deng es una estrella de baloncesto de la NBA estadounidense. Otros protagonistas del baloncesto internacional originarios de Sudán del Sur incluyen a Manute Bol, Deng Ajou, Duany Kueth, Deng Gai, Ater Majok y Thon Maker. Majak Daw está en camino de convertirse en el primer sursudanés en ser jugador profesional de fútbol australiano, después de haber firmado con los Canguros de Melbourne del Norte de la AFL (Liga de Fútbol Australiano) a finales de 2009. El atleta olímpico Lopez Lomong, abanderado de Estados Unidos en la inauguración de los Juegos Olímpicos de Pekín 2008, nació en el país, y es uno de los niños perdidos de Sudán.
El fútbol es también cada vez más popular en Sudán del Sur y hay muchas iniciativas del Gobierno y otros socios privados para promover este deporte y mejorar el nivel de juego. Una de ellas es la Asociación de Deporte Juvenil del Sudán del Sur (SSYSA), que ya está dando sesiones de formación de fútbol en lugares como Yuba, en las que los niños entrenan para convertirse en buenos futbolistas. Se prevé que los jugadores superiores surjan de estos campos de fútbol improvisados, tanto a corto como a largo plazo. En reconocimiento de estos esfuerzos con el fútbol para jóvenes, el país recientemente fue anfitrión de competiciones de fútbol juvenil. Su selección nacional está afiliada a la CAF, fue aprobada su asociación a la FIFA el 25 de mayo de 2012, celebró su primer partido el 10 de julio de 2011 contra el Tusker F.C de Kenia perdiendo como local por 1:3. El jugador danés Pione Sisto es hijo de refugiados sursudaneses.